# Eduardo III de Inglaterra
Eduardo III de Inglaterra (castillo de Windsor, 13 de noviembre de 1312-palacio de Sheen, 21 de junio de 1377) fue rey de Inglaterra desde el 1 de febrero de 1327 hasta su muerte. Restauró la autoridad real tras el desastroso reinado de su padre Eduardo II y convirtió el Reino de Inglaterra en una de las más importantes potencias militares de Europa. Durante su reinado se emprendieron importantes reformas legislativas y gubernamentales —entre las que destaca el desarrollo del parlamentarismo— y se produjo la epidemia de peste negra.
Eduardo fue coronado a los catorce años, tras el derrocamiento de su padre. A los diecisiete encabezó un golpe de Estado contra el regente y consorte de su madre, Roger Mortimer y comenzó a reinar por sí mismo. Una vez en el trono, luchó con éxito en Escocia en cuyo trono impuso a Eduardo de Balliol (1332-1336).
Habiéndose extinguido la rama principal de la dinastía capeta en Francia (1328) —a la que pertenecía—, Eduardo afirmó tener derecho al trono francés a través de su madre Isabel, hermana de los últimos reyes de la dinastía: Luis X, Felipe V, y Carlos IV. Pero como la ley sálica excluía a las mujeres de la sucesión, obtuvo la Corona francesa Felipe VI de Valois, miembro de una rama colateral de la familia. El hábil rey inglés afirmó que por la fragilitas sexus, las mujeres estaban, en efecto, excluidas del trono, pero que podían transmitir sus derechos sucesorios a sus hijos. No obstante, Eduardo aceptó el hecho consumado y prestó homenaje al nuevo rey por su ducado de Guyena, para asegurar con ello la paz con Francia y evitar la intervención de esta en los asuntos de Escocia, que el rey trataba arduamente de someter; las campañas escocesas resultaron infructuosas y Francia mantuvo la liga con Escocia.
Debido a la importancia económica y militar del ducado de Guyena, el rey francés decidió poner en apuros a Eduardo al mantener su injerencia en los asuntos del ducado y apoyar la rebelión en Escocia, diplomáticamente primero, y con el envío de tropas para mantener su independencia después. Por su parte, Eduardo buscaba dominar el condado de Flandes, vasallo de Francia, pero cuya industria pañera dependía de la lana inglesa. Primero trató de instaurar una unión personal mediante el casamiento de su hijo Edmundo con Margarita, condesa de Flandes y viuda de Felipe de Rouvres, duque de Borgoña, pero el papa Urbano VI se negó a dar la dispensa para el matrimonio por el parentesco de ambos. Luego, alentó la sublevación de Jacobo van Artevelde, que pactó con él, asegurándose el suministro de lana y enviando al exilio en Francia a Luis, conde de Flandes; en su ausencia nombró gobernador del territorio al barón Simón de Mirabello (van Halen), cuñado de Luis y consuegro de Van Artevelde.
El rey francés consideró hostil este acto y, ante el Parlamento, procedió a confiscar el ducado de Guyena a Eduardo; este, en respuesta, renegó del vasallaje prestado al rey, reclamó sus derechos al trono francés y envió a París un desafío en el que escribió una frase que sería famosa: «para Felipe, el que se llama a sí mismo rey de Francia» (1337). Comenzaba así la guerra de los Cien Años. El ejército inglés estaba mejor entrenado y equipado, con poderosa artillería y caballería, que el francés. Gracias a su pacto con los burgueses flamencos, penetró en Francia por el condado de Flandes, con la ayuda de estos y la promesa de la del emperador de Alemania. Felipe VI había enviado un ejército para cortarle el paso en el antepuerto de La Esclusa, en Brujas, pero fue vencido. El posterior asalto inglés a Tournai fracasó por el agotamiento de las tropas y la falta de la colaboración imperial convenida, por lo que Eduardo tuvo que firmar las treguas de Esplachin.
La guerra pudo acabar allí, pero la disputa dinástica en el ducado de Bretaña sirvió de excusa para reanudarla. Eduardo III desembarcó en Normandía y emprendió una feroz cabalgada por Francia. Felipe VI partió en su persecución y lo alcanzó en Crécy, donde, pese a no estar preparados, los ingleses consiguieron una aplastante victoria (1346). Al año siguiente, tomaron Calais —que conservaron doscientos años—, y la peste negra obligó a Felipe VI a establecer una tregua, que duró siete años (1347-1354). 
Al reanudarse la contienda, las operaciones militares las dirigieron nuevos jefes: por parte francesa, el nuevo rey Juan II el Bueno, sucesor de su padre Felipe VI, muerto en 1350; por la inglesa, Eduardo, príncipe de Gales, primogénito de Eduardo III y conocido como el «Príncipe Negro». Durante los siguientes seis años, continuaron las depredaciones inglesas, que Juan II trató de frenar infructuosamente en la batalla de Poitiers (1356), en la que fue completamente derrotado, pese a su superioridad numérica, gracias a la brillante acción militar del Príncipe Negro. Además, el propio monarca francés cayó prisionero, ante la total conmoción de Europa.
En 1360, se firmó el Tratado de Brétigny. Juan II fue liberado, y Eduardo III conservó la provincia de Calais y obtuvo los ducados de Guyena y Aquitania —en total, casi un tercio del reino de Francia—, de las que nombró lugarteniente al Príncipe Negro; pero también se estipuló que renunciaba a todo derecho a la corona de Francia. En el lugar del rey Juan II quedaron presos familiares suyos, pero como uno de ellos escapó, el monarca consideró su deber caballeresco el regresar al cautiverio, en el que murió en 1364. Entretanto, Eduardo III afirmaba su autoridad en Inglaterra: en 1363, firmó un tratado con su cuñado David II, rey de Escocia, por el cual, si este moría sin herederos, la corona pasaría a manos suyas. Tres años más tarde, en 1366, Eduardo desconoció la autoridad del papa en el reino de Inglaterra, vasallo de la Iglesia desde 1213.
Los últimos años de su reinado estuvieron marcados por reveses internacionales y luchas internas, causados en gran medida por la mala salud del monarca. La suerte de la guerra en Francia cambió para los ingleses: el delfín y ya rey Carlos V el Sabio, regente del reino desde la batalla de Poitiers, aprovechó la «paz» para reorganizar el gobierno central; para evitar luchas internas, envió a Castilla las llamadas «compañías blancas», al mando de Bertrand du Guesclin, para apoyar a Enrique de Trastámara en su lucha contra su hermano Pedro I el Cruel. La excusa de Carlos para intervenir en Castilla fue la muerte de Blanca de Borbón, hermana de su esposa, Juana de Borbón, primera esposa de Pedro I, asesinada por orden suya. Eduardo III entonces encargó a su hijo el Príncipe Negro defender al rey Pedro I, con lo que la guerra entre franceses e ingleses continuó, pero en diferente lugar. Du Guesclin derrotó a los ingleses y el de Trastámara ascendió al trono como Enrique II de Castilla tras matar a Pedro I en los campos de Montiel (1369).
Al no recibir su sueldo de parte del asesinado monarca castellano, el Príncipe Negro exigió el tributo correspondiente a sus ducados de Guyena y Aquitania. Carlos V acudió en auxilio de ambos ducados, lo que suscitó la furia del Príncipe Negro. Carlos arguyó que Eduardo III había infringido el Tratado de Bretigny al no rendirle homenaje y le declaró de nuevo la guerra. Esta vez, los franceses obtuvieron una brillante victoria, con la ayuda de Castilla, en La Rochela, por lo que tuvo que firmarse el Tratado de Brujas (1375), en el que Eduardo III renunció a todas sus posesiones francesas, conservando solamente Calais, Burdeos, y Bayona.
La reina Felipa había fallecido en el castillo de Windsor el 15 de agosto de 1369. Desde su muerte, el rey cayó bajo el influjo de su amante, Alicia Perrers, quien, junto con Juan de Gante, tercer hijo del rey, controlaba el país, aún más desde la derrota en Francia, cuando el monarca, aquejado de senilidad, dejó el poder totalmente en sus manos. El Príncipe Negro murió en el palacio de Westminster, el 8 de junio de 1376. Fue un golpe del cual el rey jamás se repuso. El Parlamento aprovechó para decretar el destierro de la Perrers. Eduardo III falleció en el palacio de Sheen, en Surrey, el 21 de junio de 1377, a los 64 años de edad, apenas trece días después del primer aniversario de la muerte de su primogénito. Fue sepultado en la abadía de Westminster. Lo sucedió su nieto Ricardo, hijo del Príncipe Negro.
Eduardo fue un hombre de mucho genio, aunque también capaz de dar numerosas muestras de clemencia. En muchos aspectos fue un rey convencional, interesado principalmente en asuntos bélicos. Los historiadores liberales (whigs) rompieron con la visión tradicional de Eduardo —que le presentaba como un rey excelente— y le acusaron de ser un aventurero irresponsable. En la actualidad este punto de vista ha sido abandonado y la historiografía moderna lo valora muy positivamente.

## Príncipe heredero

### Infancia

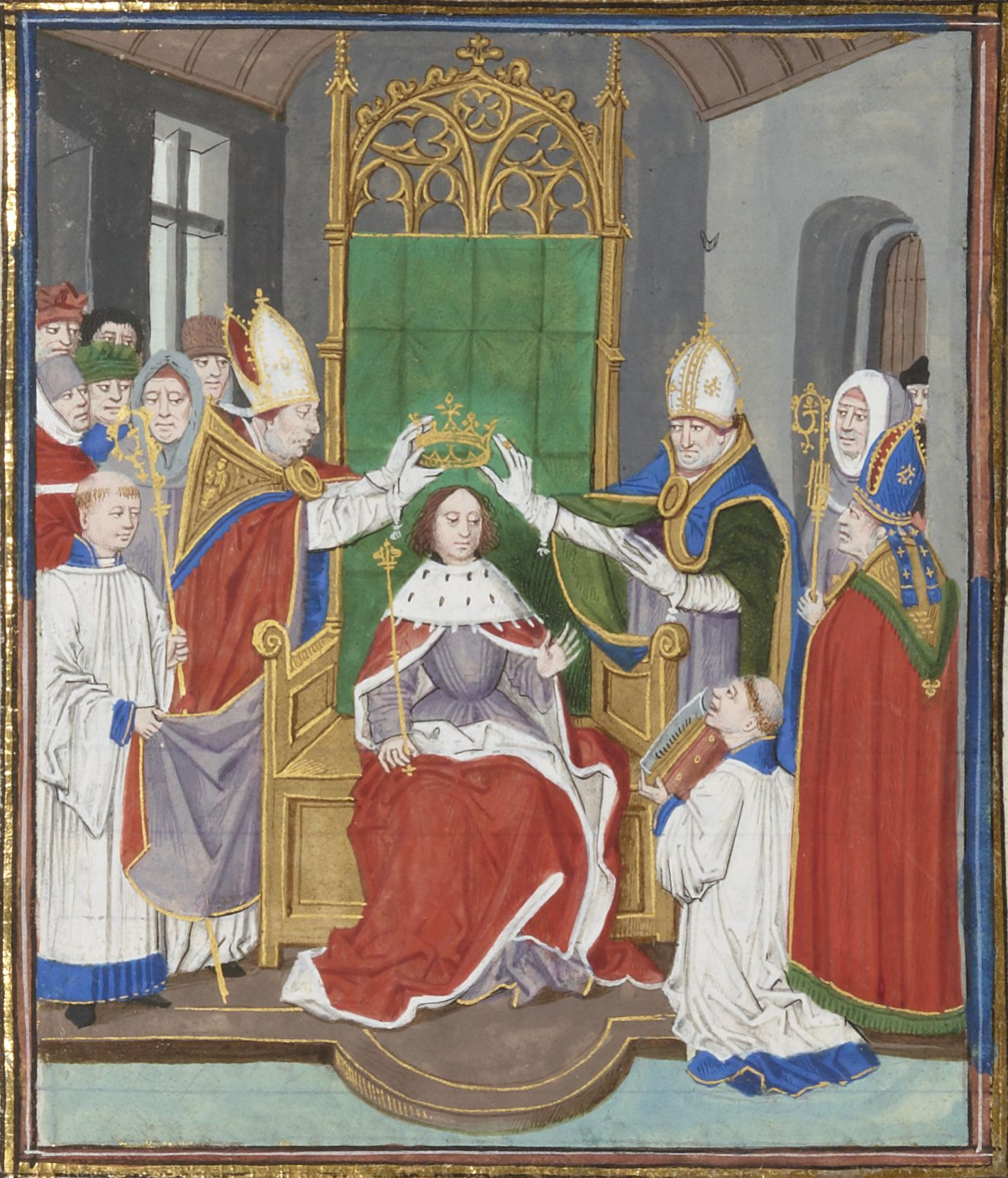
Coronación de Eduardo III. Miniatura de Loyset Liédet, Crónicas de Froissart, BNF, Fr.2643.

Eduardo nació en Windsor el 13 de noviembre de 1312, por lo que en su infancia a menudo lo llamaban Eduardo de Windsor. El nacimiento consolidó temporalmente la posición de su padre, Eduardo II, muy dañada por las numerosas derrotas militares, rebeliones de la aristocracia y corrupta administración que marcaron su reinado. Entre las razones para la debilidad de su posición se contaba la indolencia y derrotas del monarca en la guerra con Escocia. Otra de las causas de la impopularidad del rey era su reducida camarilla de favoritos, en la que centraba sus mercedes. Probablemente como medida para restaurar la autoridad real tras años de crisis, el rey nombró a Eduardo conde de Chester con apenas doce días; menos de dos meses después, el monarca creó una corte propia para el recién nacido. El joven Eduardo gozó así de cierta autonomía como príncipe. Al igual que todos los reyes de Inglaterra desde los tiempos de Guillermo el Conquistador, se lo educó en francés y no hablaba inglés.
En 1325, Carlos IV de Francia, cuñado de Eduardo II, le exigió que le prestase homenaje por su feudo de Aquitania. Eduardo II era reacio a dejar Inglaterra en un momento en que volvía a crecer el descontento, en especial por la relación del rey con su favorito Hugo Despenser el Joven. Por tanto, decidió otorgar a su hijo Eduardo el título de duque de Aquitania y enviarlo en su lugar a Francia a prestar homenaje a Carlos. Al joven príncipe lo acompañó su madre, Isabel, hermana del rey Carlos; entre las tareas del príncipe y de su comitiva estaba la firma de un tratado de paz con los franceses.

### Derrocamiento de Eduardo II y ascenso al trono
En Francia, Isabel se dedicó a conspirar con el exiliado Roger Mortimer para derrocar a Eduardo. Para recabar apoyos para su maquinación, Isabel prometió al príncipe Eduardo con Felipa de Henao, que por entonces contaba doce años. Los confabulados desembarcaron en Inglaterra. El 20 de enero de 1327, cuando Eduardo contaba catorce años, la reina, Isabel de Francia, y su amante,  Mortimer, encabezaron la revuelta de barones contra Eduardo II. Este, casi desprovisto de apoyo, fue apresado y obligado a abdicar en favor de su hijo el 25 de enero. Encarcelado, fue asesinado poco tiempo después. Eduardo III fue coronado el 1 de febrero en la abadía de Westminster de Londres por Walter Reynolds, arzobispo de Canterbury, y quedó tutelado por los regentes, que fueron su madre y Mortimer. Este era el señor efectivo del reino y sometía al joven rey a constantes humillaciones y ofensas. El 24 de enero de 1328, el rey contrajo matrimonio con Felipa de Henao en la catedral de York.

### Problemas sucesorios en Francia

#### Heredero de la Corona francesa
Pese a ser nieto de Felipe el Hermoso, fue excluido de la sucesión al trono francés en 1328. Este hecho se debió en la elección hecha al fallecer Luis X de Francia en 1316. En efecto, ese año aconteció un suceso con un único precedente: Luis falleció sin tener heredero varón, situación que no se daba desde los tiempos de Hugo Capeto; la heredera directa del reino era la hija del difunto rey, Juana, aún menor de edad. La infidelidad probada de la reina Margarita en 1314 —falleció en prisión el año siguiente— podía poner en duda la legitimidad de la princesa y hacía temer que cualquier pretendiente al trono la utilizase para acusar a Juana de bastarda y afirmar así su candidatura a la Corona francesa. Sin embargo, la reina Clemencia, segunda esposa del rey fallecido, estaba embarazada. El hermano de Luis, el poderoso Felipe, conde de Poitiers, caballero aguerrido e instruido por su padre en las labores de soberano, obtuvo el cargo de regente.
La reina dio a luz un hijo varón al que bautizaron con el nombre de Juan. La dinastía parecía salvada y el niño obtuvo el título de Juan I de Francia, pero murió a los cuatro días de nacer. Entonces los grandes señores del reino declararon a Felipe de Poitiers el más apto para gobernar y este se hizo coronar, soslayando los derechos de Juana: si bien el título real en general se heredaba y se obtenía en el acto de coronación, en momentos críticos aún se podía emplear la elección para escoger al nuevo soberano. La usurpación de Felipe, aceptada por una asamblea de barones, burgueses y profesores de la Universidad de París, apartó a las hijas de Luis del poder.
|                            |                            |                            |                            |                                |                                |                                |                                |                                              |                                              |                                              |                                              |                                              |                                              |                    |                    |                          |                          |                          |                          | Felipe III el Atrevido (1270-1285) |                          |                      |                      |                      |                      |                       |                       |                       |                       |                       |                       |                      |                      |                      |                      |  |  |                                |                                |                                |                                |                                |                                |  |  |                             |                             |                             |                             |                             |                             |  |  |  |  |
|                            |                            |                            |                            |                                |                                |                                |                                |                                              |                                              |                                              |                                              |                                              |                                              |                    |                    |                          |                          |                          |                          |                                    |                          |                      |                      |                      |                      |                       |                       |                       |                       |                       |                       |                      |                      |                      |                      |  |  |                                |                                |                                |                                |                                |                                |  |  |                             |                             |                             |                             |                             |                             |  |  |  |  |
|                            |                            |                            |                            |                                |                                |                                |                                |                                              |                                              |                                              |                                              |                                              |                                              |                    |                    |                          |                          |                          |                          |                                    |                          |                      |                      |                      |                      |                       |                       |                       |                       |                       |                       |                      |                      |                      |                      |  |  |                                |                                |                                |                                |                                |                                |  |  |                             |                             |                             |                             |                             |                             |  |  |  |  |
| Luis de Evreux             | Luis de Evreux             | Luis de Evreux             | Luis de Evreux             | Luis de Evreux                 | Luis de Evreux                 |                                |                                |                                              |                                              |                                              |                                              |                                              |                                              | Juana I de Navarra | Juana I de Navarra | Juana I de Navarra       | Juana I de Navarra       | Juana I de Navarra       | Juana I de Navarra       |                                    |                          | Felipe IV el Hermoso | Felipe IV el Hermoso | Felipe IV el Hermoso | Felipe IV el Hermoso | Felipe IV el Hermoso  | Felipe IV el Hermoso  |                       |                       |                       |                       |                      |                      |                      |                      |  |  |                                |                                |                                |                                |                                |                                |  |  | Carlos de Valois            | Carlos de Valois            | Carlos de Valois            | Carlos de Valois            | Carlos de Valois            | Carlos de Valois            |  |  |  |  |
| Luis de Evreux             | Luis de Evreux             | Luis de Evreux             | Luis de Evreux             | Luis de Evreux                 | Luis de Evreux                 |                                |                                |                                              |                                              |                                              |                                              |                                              |                                              | Juana I de Navarra | Juana I de Navarra | Juana I de Navarra       | Juana I de Navarra       | Juana I de Navarra       | Juana I de Navarra       |                                    |                          | Felipe IV el Hermoso | Felipe IV el Hermoso | Felipe IV el Hermoso | Felipe IV el Hermoso | Felipe IV el Hermoso  | Felipe IV el Hermoso  |                       |                       |                       |                       |                      |                      |                      |                      |  |  |                                |                                |                                |                                |                                |                                |  |  | Carlos de Valois            | Carlos de Valois            | Carlos de Valois            | Carlos de Valois            | Carlos de Valois            | Carlos de Valois            |  |  |  |  |
|                            |                            |                            |                            |                                |                                |                                |                                |                                              |                                              |                                              |                                              |                                              |                                              |                    |                    |                          |                          |                          |                          |                                    |                          |                      |                      |                      |                      |                       |                       |                       |                       |                       |                       |                      |                      |                      |                      |  |  |                                |                                |                                |                                |                                |                                |  |  |                             |                             |                             |                             |                             |                             |  |  |  |  |
|                            |                            |                            |                            |                                |                                |                                |                                |                                              |                                              |                                              |                                              |                                              |                                              |                    |                    |                          |                          |                          |                          |                                    |                          |                      |                      |                      |                      |                       |                       |                       |                       |                       |                       |                      |                      |                      |                      |  |  |                                |                                |                                |                                |                                |                                |  |  |                             |                             |                             |                             |                             |                             |  |  |  |  |
|                            |                            |                            |                            |                                |                                | Luis X el Obstinado (1314-16)  | Luis X el Obstinado (1314-16)  | Luis X el Obstinado (1314-16)                | Luis X el Obstinado (1314-16)                | Luis X el Obstinado (1314-16)                | Luis X el Obstinado (1314-16)                |                                              |                                              | Felipe V (1316-22) | Felipe V (1316-22) | Felipe V (1316-22)       | Felipe V (1316-22)       | Felipe V (1316-22)       | Felipe V (1316-22)       |                                    |                          | Isabel               | Isabel               | Isabel               | Isabel               | Isabel                | Isabel                |                       |                       | Eduardo II (1307-27)  | Eduardo II (1307-27)  | Eduardo II (1307-27) | Eduardo II (1307-27) | Eduardo II (1307-27) | Eduardo II (1307-27) |  |  | Carlos IV el Hermoso (1322-28) | Carlos IV el Hermoso (1322-28) | Carlos IV el Hermoso (1322-28) | Carlos IV el Hermoso (1322-28) | Carlos IV el Hermoso (1322-28) | Carlos IV el Hermoso (1322-28) |  |  | Felipe VI (1328-50)         | Felipe VI (1328-50)         | Felipe VI (1328-50)         | Felipe VI (1328-50)         | Felipe VI (1328-50)         | Felipe VI (1328-50)         |  |  |  |  |
|                            |                            |                            |                            |                                |                                | Luis X el Obstinado (1314-16)  | Luis X el Obstinado (1314-16)  | Luis X el Obstinado (1314-16)                | Luis X el Obstinado (1314-16)                | Luis X el Obstinado (1314-16)                | Luis X el Obstinado (1314-16)                |                                              |                                              | Felipe V (1316-22) | Felipe V (1316-22) | Felipe V (1316-22)       | Felipe V (1316-22)       | Felipe V (1316-22)       | Felipe V (1316-22)       |                                    |                          | Isabel               | Isabel               | Isabel               | Isabel               | Isabel                | Isabel                |                       |                       | Eduardo II (1307-27)  | Eduardo II (1307-27)  | Eduardo II (1307-27) | Eduardo II (1307-27) | Eduardo II (1307-27) | Eduardo II (1307-27) |  |  | Carlos IV el Hermoso (1322-28) | Carlos IV el Hermoso (1322-28) | Carlos IV el Hermoso (1322-28) | Carlos IV el Hermoso (1322-28) | Carlos IV el Hermoso (1322-28) | Carlos IV el Hermoso (1322-28) |  |  | Felipe VI (1328-50)         | Felipe VI (1328-50)         | Felipe VI (1328-50)         | Felipe VI (1328-50)         | Felipe VI (1328-50)         | Felipe VI (1328-50)         |  |  |  |  |
|                            |                            |                            |                            |                                |                                |                                |                                |                                              |                                              |                                              |                                              |                                              |                                              |                    |                    |                          |                          |                          |                          |                                    |                          |                      |                      |                      |                      |                       |                       |                       |                       |                       |                       |                      |                      |                      |                      |  |  |                                |                                |                                |                                |                                |                                |  |  |                             |                             |                             |                             |                             |                             |  |  |  |  |
|                            |                            |                            |                            |                                |                                |                                |                                |                                              |                                              |                                              |                                              |                                              |                                              |                    |                    |                          |                          |                          |                          |                                    |                          |                      |                      |                      |                      |                       |                       |                       |                       |                       |                       |                      |                      |                      |                      |  |  |                                |                                |                                |                                |                                |                                |  |  |                             |                             |                             |                             |                             |                             |  |  |  |  |
| Felipe de Evreux (1328-43) | Felipe de Evreux (1328-43) | Felipe de Evreux (1328-43) | Felipe de Evreux (1328-43) | Felipe de Evreux (1328-43)     | Felipe de Evreux (1328-43)     |                                |                                | Juana II de Navarra (privada de la sucesión) | Juana II de Navarra (privada de la sucesión) | Juana II de Navarra (privada de la sucesión) | Juana II de Navarra (privada de la sucesión) | Juana II de Navarra (privada de la sucesión) | Juana II de Navarra (privada de la sucesión) |                    |                    | Juan I el Póstumo (1316) | Juan I el Póstumo (1316) | Juan I el Póstumo (1316) | Juan I el Póstumo (1316) | Juan I el Póstumo (1316)           | Juan I el Póstumo (1316) |                      |                      |                      |                      | Eduardo III (1327-77) | Eduardo III (1327-77) | Eduardo III (1327-77) | Eduardo III (1327-77) | Eduardo III (1327-77) | Eduardo III (1327-77) |                      |                      |                      |                      |  |  |                                |                                |                                |                                |                                |                                |  |  | Juan II el Bueno (1350-64)  | Juan II el Bueno (1350-64)  | Juan II el Bueno (1350-64)  | Juan II el Bueno (1350-64)  | Juan II el Bueno (1350-64)  | Juan II el Bueno (1350-64)  |  |  |  |  |
| Felipe de Evreux (1328-43) | Felipe de Evreux (1328-43) | Felipe de Evreux (1328-43) | Felipe de Evreux (1328-43) | Felipe de Evreux (1328-43)     | Felipe de Evreux (1328-43)     |                                |                                | Juana II de Navarra (privada de la sucesión) | Juana II de Navarra (privada de la sucesión) | Juana II de Navarra (privada de la sucesión) | Juana II de Navarra (privada de la sucesión) | Juana II de Navarra (privada de la sucesión) | Juana II de Navarra (privada de la sucesión) |                    |                    | Juan I el Póstumo (1316) | Juan I el Póstumo (1316) | Juan I el Póstumo (1316) | Juan I el Póstumo (1316) | Juan I el Póstumo (1316)           | Juan I el Póstumo (1316) |                      |                      |                      |                      | Eduardo III (1327-77) | Eduardo III (1327-77) | Eduardo III (1327-77) | Eduardo III (1327-77) | Eduardo III (1327-77) | Eduardo III (1327-77) |                      |                      |                      |                      |  |  |                                |                                |                                |                                |                                |                                |  |  | Juan II el Bueno (1350-64)  | Juan II el Bueno (1350-64)  | Juan II el Bueno (1350-64)  | Juan II el Bueno (1350-64)  | Juan II el Bueno (1350-64)  | Juan II el Bueno (1350-64)  |  |  |  |  |
|                            |                            |                            |                            |                                |                                |                                |                                |                                              |                                              |                                              |                                              |                                              |                                              |                    |                    |                          |                          |                          |                          |                                    |                          |                      |                      |                      |                      |                       |                       |                       |                       |                       |                       |                      |                      |                      |                      |  |  |                                |                                |                                |                                |                                |                                |  |  |                             |                             |                             |                             |                             |                             |  |  |  |  |
|                            |                            |                            |                            | Carlos II de Navarra (1332-87) | Carlos II de Navarra (1332-87) | Carlos II de Navarra (1332-87) | Carlos II de Navarra (1332-87) | Carlos II de Navarra (1332-87)               | Carlos II de Navarra (1332-87)               |                                              |                                              |                                              |                                              |                    |                    |                          |                          |                          |                          |                                    |                          |                      |                      |                      |                      |                       |                       |                       |                       |                       |                       |                      |                      |                      |                      |  |  |                                |                                |                                |                                |                                |                                |  |  | Carlos V el Sabio (1364-80) | Carlos V el Sabio (1364-80) | Carlos V el Sabio (1364-80) | Carlos V el Sabio (1364-80) | Carlos V el Sabio (1364-80) | Carlos V el Sabio (1364-80) |  |  |  |  |

Nota: Diagrama simplificado de los pretendientes a la corona francesa y sus relaciones. En fondo azul, los reyes de Francia; en rojo, los de Inglaterra; y en verde, los de Navarra.
Tras el breve reinado de Felipe V, que murió sin dejar heredero varón en 1322, obtuvo la corona el benjamín de los hermanos, Carlos IV, que aprovechó en este trance el ejemplo de Felipe. El mismo procedimiento de soslayo de las hijas del monarca fallecido que había acontecido al morir Juan se repitió, esta vez sin protestas, al fallecer Felipe. El reinado del nuevo soberano, empero, resultó también corto, apenas seis años.

#### Sucesión de Carlos IV
Cuando Carlos IV de Francia, tercer y último hijo de Felipe el Hermoso feneció sin heredero varón en 1328, la cuestión dinástica era la siguiente: Juana de Navarra aún no tenía hijos (Carlos de Navarra nació cuatro años más tarde) e Isabel de Francia, última hija de Felipe el Hermoso, tenía uno, Eduardo III, rey de Inglaterra. No estaba claro, empero, que pudiese transmitirle un derecho que ella misma no podía ejercer debido a la ley sálica. Además del marido de Juana y primo hermano de los últimos tres reyes franceses, Felipe de Évreux, competían por la corona Eduardo —gran señor feudal del reino en tanto que duque de Guyena y conde de Ponthieu— y Felipe de Valois, primo también de los últimos reyes franceses y nieto de Felipe III. Los dos primeros eran jóvenes y la situación favorecía al tercero, tanto por su madurez y su residencia en el reino como por la influencia política de su padre.
Aunque Eduardo III aspirase al trono francés, quien lo ocupó fue Felipe VI de Valois. Era hijo de Carlos de Valois, el mayor de los hermanos menores de Felipe el Hermoso, lo que le hacía descender por línea paterna de los capetos. Su elección fue un acto geopolítico que expresaba claramente la conciencia nacional en formación, pues suponía el rechazo de la opción de un soberano extranjero, que obtuviese el título mediante casamiento con la reina viuda. Los pares de Francia rehusaron entregar la corona a un rey extranjero, como ya habían hecho diez años antes. La decisión de 1316 de apartar de la sucesión a la corona a las mujeres se confirmó en 1328 y no suscitó gran resistencia, si bien no se debió a la ley sálica, que se infringía de manera habitual los feudos franceses.
La noticia no sorprendió en Inglaterra: únicamente Isabel de Francia, hija de Felipe el Hermoso, protestó por la decisión que privaba a su hijo del trono francés; envió a dos obispos a París, que no fueron recibidos. El Parlamento inglés, reunido en 1329, declaró además que Eduardo no tenía derecho al trono del país vecino y debía rendir homenaje al soberano francés como señor de Aquitania. Al igual que Isabel, Juana de Navarra, eliminada de la sucesión en 1316, lo fue de nuevo en 1328. Su hijo Carlos, que era el descendiente varón más directo de Luis X de Francia, nació en 1332 y no pudo, por lo tanto, ser considerado aspirante en 1328.

### Toma del poder
Mortimer era consciente de la precariedad de su poder, que se acentuó cuando Eduardo y su esposa, Felipa de Henao, tuvieron un vástago el 15 de junio de 1330. Mortimer empleó su posición para adquirir títulos y propiedades, como el condado de la marca del país de Gales; la mayoría de los títulos habían pertenecido a Edmund FitzAlan, noveno conde de Arundel, que había permanecido fiel a Eduardo II en la disputa con Isabel y Mortimer, y que había sido ajusticiado el 17 de noviembre de 1326. La derrota de las huestes inglesas ante los escoceses en la batalla de Stanhope Park y el subsiguiente Tratado de Edimburgo-Northampton de 1328 agudizaron el descontento con Mortimer.
La ambición y arrogancia de Mortimer le granjearon el odio de los nobles, lo que favoreció al joven Eduardo. El príncipe rápidamente se percató de que la codicia del amante de su madre había provocado el descontento de la nobleza, y decidió recabar su apoyo. La ejecución de Edmundo de Woodstock, hermano de Eduardo II, en marzo de 1330 causó indignación entre la nobleza e inquietó intensamente a Eduardo, que se sintió amenazado.
Pese a su juventud, el rey era obstinado, estaba decidido a gobernar sin tutela, deseaba evitar la suerte que habían corrido su padre y su tío y ansiaba vengarse de las humillaciones que había sufrido. Con casi dieciocho años, Eduardo estaba listo para tomarse la revancha. El 19 de octubre de 1330, Mortimer e Isabel dormían en el castillo de Nottingham. Al amparo de la noche, un grupo de fieles a Eduardo penetraron en la fortaleza por un pasadizo secreto y alcanzaron la alcoba de Mortimer. Allí lo detuvieron en nombre del rey y luego lo condujeron a la torre de Londres. Se lo despojó de sus tierras y de sus títulos y se lo acusó de haber usurpado la autoridad real. La madre de Eduardo –posiblemente embarazada de Mortimer– solicitó clemencia en vano al rey. Eduardo condenó a Mortimer a muerte un mes después de haberle arrebatado el poder, sin juicio. Se lo ahorcó el 29 de noviembre de 1330. Isabel, por su parte, fue recluida en el castillo de Rising (Norfolk) donde se cree que abortó —murió en él el 22 de agosto de 1358—. Para su decimoctavo cumpleaños, Eduardo había completado la venganza y se había hecho con el poder en Inglaterra.

## Reinado

### Primeros años del reinado

#### Homenaje por Guyena

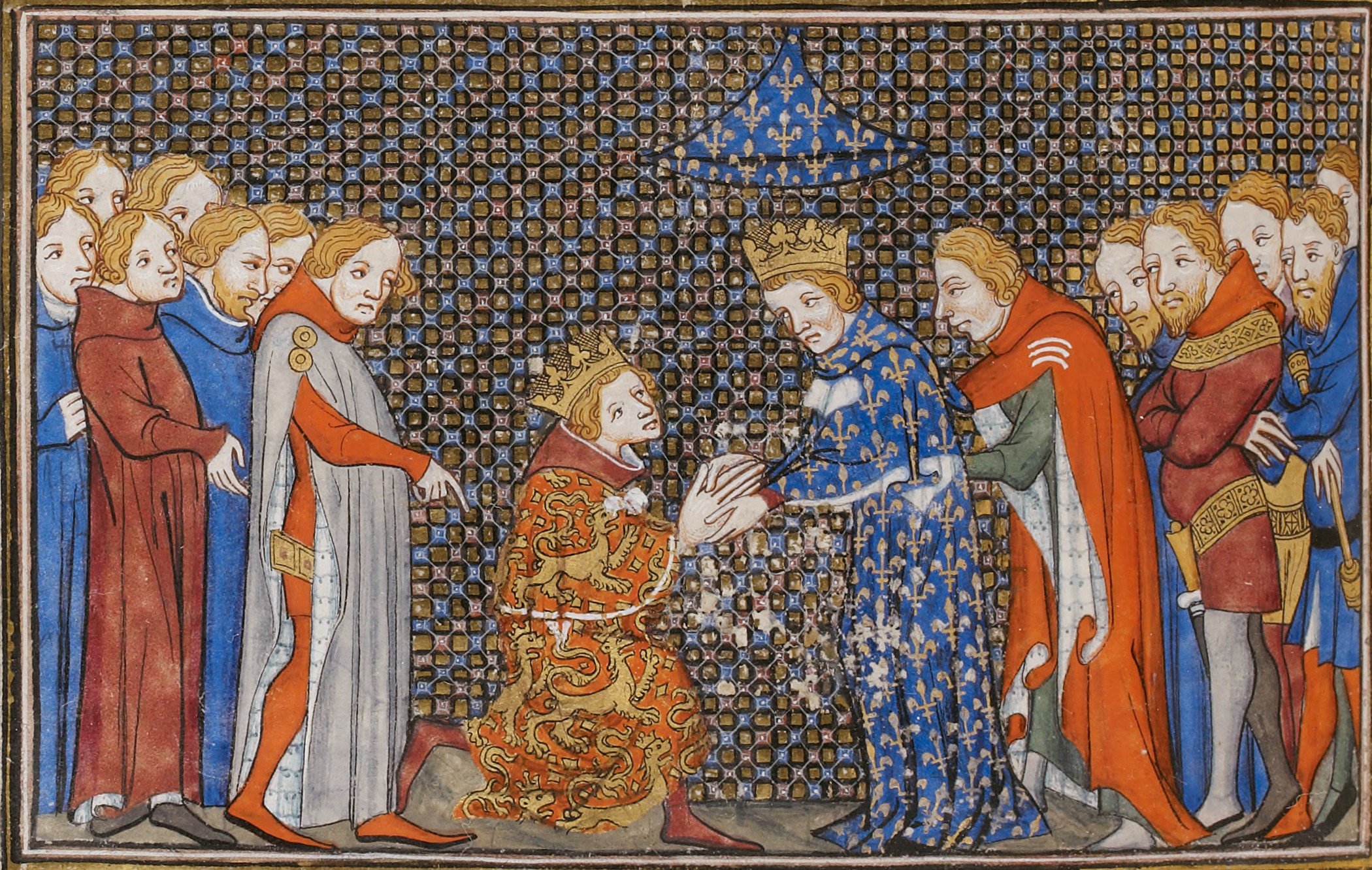
Homenaje a Felipe VI de Francia por la Guyena en 1329. Miniatura de las Grandes crónicas de Francia de Carlos V, BNF, Fr.2813.

Cuando Felipe VI de Francia ascendió al trono, Isabel de Francia adoptó una posición intransigente respecto del homenaje debido por la posesión de Guyena: respondió a los emisarios franceses que Eduardo «era hijo de rey y no prestaría homenaje al hijo de un conde». El rey de Inglaterra, que era par de Francia, no acudió a la coronación de Felipe ni le prestó homenaje. Pero la victoria aplastante de este sobre los rebeldes flamencos en la batalla de Cassel (1328) inquietó a los ingleses, que no pudieron impedir la confiscación de Guyena por Carlos IV en 1323. Por ello Eduardo optó por someterse finalmente y prestar homenaje al rey francés el 6 de junio de 1329 en la catedral de Amiens. La ceremonia, sin embargo, resultó tensa: Eduardo rehusó juntar las manos ante Felipe, lo que suponía que le prestaba el homenaje simple, pero no el especial (hommage lige), de manera que lo reconocía como señor, pero no como soberano supremo. Su portavoz, el obispo de Lincoln, dio un discurso de protesta en el que presentó las razones jurídicas por las que Eduardo rechazaba a Felipe como soberano.
Este concedió a Eduardo hasta el 30 de julio de 1330 para que se presentase ante él y realizase la ceremonia de homenaje especial; mientras, los ingleses reclamaban que se les devolviesen los territorios que habían perdido en la guerra de Saint-Sardos. Felipe se negó rotundamente a ello y cambió la fecha límite para recibir el reconocimiento de Eduardo: la fijó en el 15 de diciembre de 1330. Ante el nuevo rechazo inglés, el rey de Francia encargó a su hermano Carlos II de Alençon que se apoderase de Saintes, que este saqueó. Pero entonces Eduardo le arrebató el poder al regente Mortimer y comenzó a reinar por sí mismo. Envió una embajada a Felipe en febrero de 1331, se retractó de la actitud anterior y solicitó que su homenaje se considerase como especial. Felipe se mostró conciliador, aceptó la petición de Eduardo, retiró sus fuerzas de Saintes y prometió pagarle una indemnización por el saqueo de esta.

#### Guerra de Escocia

##### Antecedentes del conflicto anglo-escocés
Desde 1296 y aprovechando la muerte de Alejandro III de Escocia sin heredero varón y un intento de controlar el país mediante un casamiento, Inglaterra consideraba Escocia un Estado vasallo. Sin embargo, los escoceses habían rubricado con Francia la Auld Alliance el 23 de octubre de 1295 y Roberto Bruce (futuro Roberto I de Escocia) aplastó en la batalla de Bannockburn de 1314 a la caballería inglesa, pese a la gran superioridad numérica de esta, gracias a sus piqueros que, al clavar sus armas en el suelo, podían desbaratar las cargas enemigas como habían hecho antes los flamencos con los franceses en la batalla de Courtrai. Estas unidades de piqueros podían además emplearse en el ataque de la misma forma que las antiguas falanges griegas (la formación cerrada permitía concentrar la energía cinética de los soldados para quebrar las líneas enemigas), táctica que permitió en efecto a los escoceses infligir una grave derrota a los ingleses. En 1328, los ingleses reconocieron a Roberto Bruce como rey de Escocia en el Tratado de Edimburgo-Northampton. Este, sin embargo, murió al año siguiente y dejó el trono a David II, que apenas contaba ocho años; Eduardo Balliol aprovechó esta situación para reclamar el cetro escocés.

##### Nuevas técnicas de combate: el empleo del arco largo y la cabalgada
Del desastre de Bannockburn, los ingleses aprendieron que había llegado el fin de la superioridad de la caballería y desarrollaron nuevas técnicas de combate. El rey Eduardo I aprobó una ley que instaba a los arqueros a entrenarse los domingos y prohibía el ejercicio de otros deportes; la práctica hizo de los ingleses temibles con el arco largo (long bow). Este se fabricaba con madera de tejo, que Inglaterra importaba de Italia y que dotaba a los arcos de cualidades superiores a los de los franceses, hechos de olmo blanco. Este nuevo tipo de arco, más potente, podía emplearse en descargas cerradas que enviaban los proyectiles a notable distancia. Los ingleses cambiaron la composición de sus ejércitos: redujeron la cantidad de caballería y aumentaron la de arqueros y peones, que se desplazaban a caballo pero combatían a pie y se protegían de las cargas de caballería enemiga con estacas.
El uso del arco largo imponía además una estrategia defensiva, pues el arquero tenía que usarlo desde una posición protegida. Requería que el enemigo atacase las posiciones defendidas por los arqueros; para provocarlo, los ingleses emplearon en Escocia la táctica de la cabalgada. Esta consistía en desplegar el ejército en una zona que talaba hasta que esto obligaba al enemigo a atacarlo para acabar con la devastación del territorio.

##### Reanudación de la contienda
Todos los esfuerzos de apaciguamiento de Eduardo quedaron desbaratados por Eduardo Balliol, hijo del exrey escocés proinglés Juan Balliol, que desembarcó con un ejército privado en Fife el 6 de agosto de 1332, al noroeste del país; este acto reavivó el conflicto anglo-escocés. Si bien Eduardo no estaba satisfecho con el tratado de paz con los escoceses que se había firmado en su nombre, no fue él sino el ejército de Balliol, acaudillado por nobles ingleses que habían perdido tierras en Escocia debido al tratado, el que desató la nueva guerra. El ejército invasor obtuvo una notable victoria en la batalla de Dupplin Moor. Mediante el uso del arco largo y la cabalgada devastadora, que auguraba ya la táctica utilizada luego en la batalla de Crécy (soldados protegidos por estacas y arqueros dispuestos en los flancos para que sus flechas no rebotasen en los cascos y armaduras preparados para parar las que llegaban de frente), Balliol aplastó a los escoceses, pese a hallarse en inferioridad numérica muy acusada el 11 de agosto de 1332. Tras otra victoria, fue coronado rey de Escocia en la abadía de Scone en agosto de 1332. El triunfo de Balliol demostró la superioridad táctica del arco largo inglés. Eduardo no participó en la campaña, pero su pasividad le favoreció de todas formas, pues el nuevo monarca escocés era su aliado.

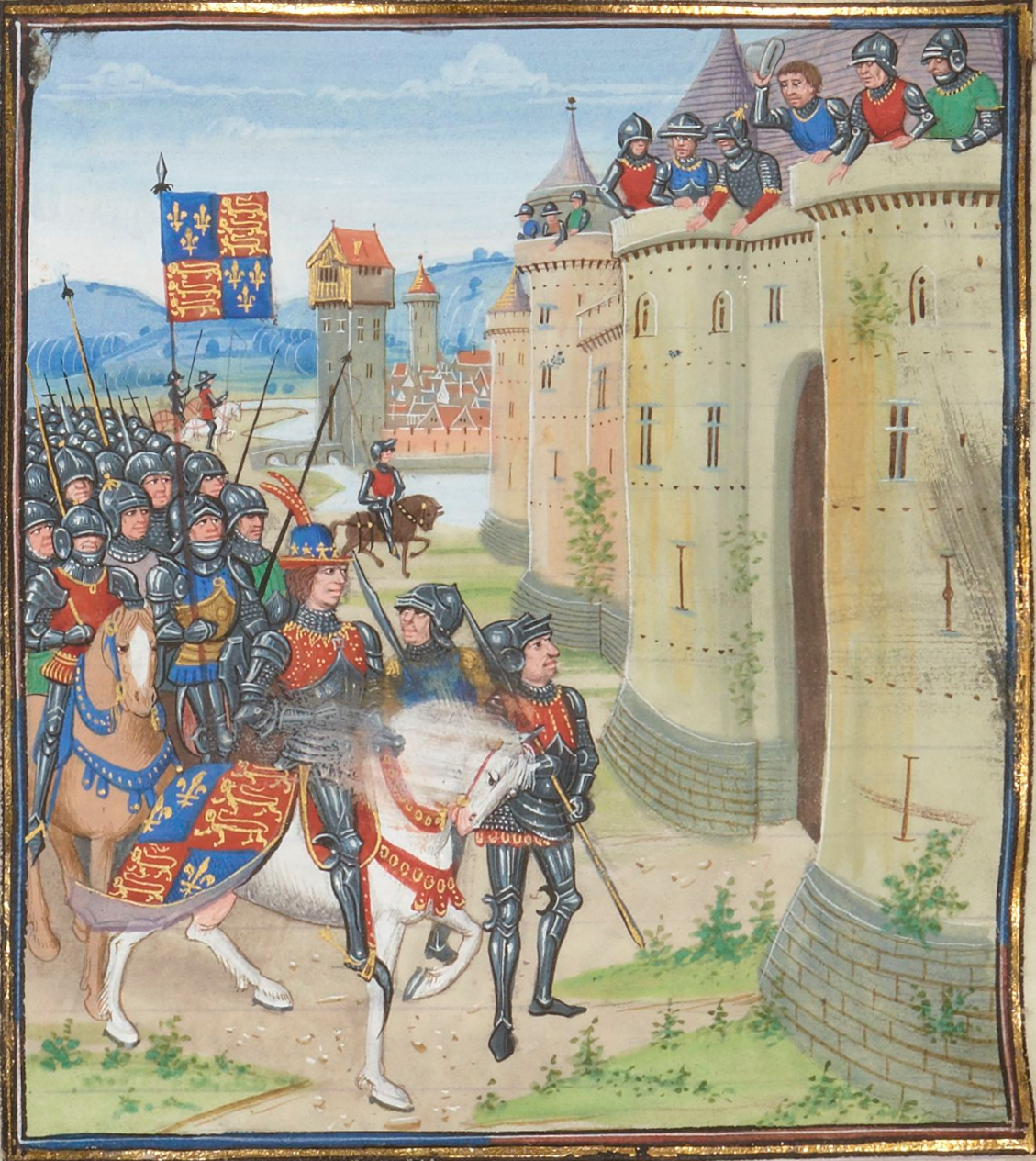
Eduardo III ante Berwick. Miniatura de Loyset Liédet, Crónicas de Froissart, BNF, Fr.2643.

Cuando Balliol fue derrocado el 16 de diciembre de 1332, Eduardo intervino en su favor. Rescindió el Tratado de Edimburgo-Northampton que se había  firmado durante su minoría de edad, lo que suponía recuperar la pretensión inglesa al trono escocés; esto desencadenó la segunda guerra de independencia escocesa. Trató de recuperar todo lo cedido por Inglaterra en el tratado: asedió y tomó Berwick y luego venció al ejército de socorro en la batalla de Halidon Hill con la misma táctica empleada antes en Dupplin Moor. Eduardo se mostró severo con el enemigo: ordenó pasar por las armas a todos los prisioneros. Devolvió el trono escocés a Balliol, que prestó homenaje al rey inglés en junio de 1334 en Newcastle y le cedió 2000 librates de tierras de los condados del sur (Lothian, Roxburghshire, Berwickshire, Dumfriesshire, Lanarkshire y Peebleshire), lo que suponía una parte sustancial del territorio meridional escocés.
Estas guerras disgustaron a Felipe VI de Francia, que planeaba emprender una nueva cruzada con la ayuda de Eduardo III. Por consiguiente, acogió a David II en mayo de 1334 y le cedió el castillo Gaillard para que estableciese en él su corte. Felipe le otorgó ayuda financiera y militar para recuperar el trono escocés. Eduardo trató de calmar al rey francés y de que este le devolviese las tierras que le había arrebatado Carlos IV en Aquitania; Felipe exigió para ello que Eduardo devolviese el trono escocés a David II, de manera que la cuestión de Guyena quedó ligada a la suerte de Escocia. Pese a las derrotas de Dupplin y Halidon, las fuerzas de David Bruce pronto comenzaron a recuperarse: a partir de julio de 1334, Balliol tuvo que refugiarse en Berwick y solicitar el auxilio de Eduardo. Gracias a los ingresos debidos a un impuesto aprobado por el Parlamento y a un empréstito de la banca Bardi, este retomó la guerra en Escocia. Realizó una cabalgada devastadora, pero los escoceses evitaron las batallas campales, habiendo aprendido la lección de los combates anteriores: aplicaron para contrarrestar su táctica la de la tierra quemada. La ocupación de los Plantagenêt era cada vez más débil y las fuerzas de Balliol perdían terreno frente a las enemigas. Eduardo reclutó entonces un nuevo ejército de trece mil hombres con el que llevó a cabo una segunda campaña en Escocia, de nuevo infructuosa. Los franceses reunieron un cuerpo expedicionario de seis mil soldados y combatieron a los ingleses en el canal de La Mancha. A finales de 1335, disputaron la batalla de Culblean con uno de los seguidores de Balliol. Fingieron una retirada para que los ingleses abandonasen sus posiciones defensivas: la treta dio resultado y los franceses pudieron atacarlos por los flancos y desbaratarlos.
En esta época, en 1336, falleció el hermano de Eduardo, Juan de Eltham, conde de Cornualles. En su obra gestia annalia, el cronista escocés Juan de Fordun acusó a Eduardo de haberlo asesinado en un disputa que estalló en Perth.
A pesar de las grandes fuerzas que Eduardo destinó a la guerra escocesa, para 1337 las huestes de David II habían recuperado la mayor parte del territorio escocés. Solamente unos cuantos castillos como el de Edimburgo, el de Roxburgo y el  de Stirling quedaban en poder de los Plantagenêt. El papa trató de mediar para que se firmase la paz: el pontífice proponía que Balliol conservase la Corona escocesa hasta su muerte y que le sucediese en el trono David Bruce. Este, sin embargo, rechazó la propuesta a instancias de Felipe VI.
Las pocas plazas fuertes que todavía conservaba no le bastaban a Eduardo para dominar el territorio y en 1338-1339 abandonó la táctica ofensiva por otra defensiva, que se centraba en mantener los puntos que aún controlaba. En 1338, el rey inglés se avino a firmar una tregua con los escoceses. Tenía que combatir en dos frentes, ya que su deseo de apoderarse del trono francés requería el uso de fuerzas también en el continente. Los franceses le suponían tres problemas: sostenían constantemente a los escoceses con los que estaban aliados; atacaban las ciudades costeras inglesas; y propalaban rumores de una invasión de Gran Bretaña. En efecto, Felipe organizó una expedición de veinte mil peones y cinco mil ballesteros para invadir el reino vecino. Para transportar semejante hueste, tenía que alquilar galeras a los genoveses. Eduardo, noticioso del plan por sus espías, sobornó a los genoveses para que permaneciesen neutrales en el conflicto, privando a Felipe, incapaz de superar la oferta inglesa, del necesario transporte para sus tropas. Incluso así, las posesiones del rey de Inglaterra en Francia aún estaban amenazadas. En 1336, Eduardo prohibió exportar lana inglesa a Flandes (posesión de la Corona francesa). Esta provocación de tipo económico, que suponía un desafío inglés a Francia, fue una de las razones principales del estallido de la guerra de los Cien Años. En Flandes, la prohibición inglesa impelió a un gran burgués de gante, Jacob van Artevelde a llamar a Eduardo y prometerle que lo reconocería como soberano.

### Primera fase de la guerra de los Cien Años
Con el pretexto de que rechazaba entregarle a Roberto de Artois, enemigo declarado de la Corona, Felipe VI le arrebató el ducado de Aquitania y el condado de Ponthieu al rey inglés el 24 de mayo de 1337. Aunque el rey de Inglaterra era como tal el igual del de Francia, era también su vasallo en tanto que duque de Aquitania, título que los monarcas ingleses habían obtenido por el casamiento de Enrique II Plantagenet con Leonor de Aquitania. Como vasallo, le debía a Felipe obediencia y fidelidad. En vez de tratar de resolver el conflicto pacíficamente prestando homenaje a Felipe, como en su tiempo había hecho su padre, Eduardo reivindicó la Corona francesa como único descendiente masculino vivo de su abuelo materno, Felipe el Hermoso. No obstante, los franceses invocaron la ley sálica, rechazaron sus pretensiones y reconocieron heredero legítimo al sobrino de Felipe IV, Felipe VI, de la casa de Valois. En respuesta, Eduardo se proclamó rey de Inglaterra y Francia. Como reflejo de esta pretensión, se creó un escudo propio, que unía a las armas inglesas (unos leones rampantes), las de Francia (las flores de lis). Para hacer valer sus derechos, se enfrentó a Francia y desencadenó la guerra de los Cien Años.
En el conflicto con Francia, Eduardo forjó diversas alianzas y empleó en su servicio a distintos señores franceses. En septiembre de 1338, el emperador Luis IV le concedió el cargo de vicario general del Sacro Imperio Romano Germánico y le prometió su ayuda. La serie de alianzas, pese a su escasa transcendencia en los primeros años de la guerra, llegó hasta la liga con Portugal de 1373. Al principio  del enfrentamiento anglo-francés, en 1339, su suegra Juana de Valois lo recibió en la abadía de Fontenelle y trató en vano de poner fin al conflicto.

#### Cabalgada de 1339
Aquitania se tenía por indefendible tras la conquista de Carlos IV en 1323. Por tanto, Eduardo decidió no combatir en ella sino en Flandes. Se había granjeado la alianza de las ciudades flamencas que dependían económicamente de la lana inglesa, así como la del emperador y los señores de la región, que desconfiaban de los avances franceses en territorio imperial. Estas alianzas se basaban en la promesa de compensaciones económicas del soberano inglés a sus nuevos coligados. En Flandes, territorio en inestable equilibrio entre el conde del lugar y las ciudades, habían estallado grandes protestas sociales que en 1328 hicieron intervenir a los soberanos franceses, de los que dependían políticamente el condado.
Cuando Eduardo desembarcó en Amberes el 22 de julio de 1338 al frente de mil cuatrocientos peones y tres mil arqueros, los aliados se apresuraron a solicitar que pagase lo que les debía, sin aportar los contingentes militares que a su vez le habían prometido. El rey tuvo que pasar el invierno en Brabante negociando con sus acreedores. Para detener a las fuerzas francesas que el 24 de agosto se habían reunido en Amiens, entabló negociaciones con el enemigo, que dejó en manos del arzobispo de Canterbury y del obispo de Durham. La argucia dio resultado y el rey de Francia retiró sus numerosas tropas de la región.

Primera fase de la guerra de los Cien Años
Principales batallas de la primera fase de la guerra

Por el contrario, Eduardo no puedo impedir los avances franceses en Aquitania; un ejército equipado con bombardas encadenó una serie de victorias y las plazas de Penne, Castelgaillard, Puyguilhem, Blaye y Bourg cayeron en su poder. Las huestes francesas estaban a punto de rematar la campaña con la toma de Burdeos, cuyo cerco emprendieron en julio de 1339. La ciudad, sin embargo, resistió el sitio: pese a que los sitiadores lograron conquistar una de las puertas, fueron repelidos por los defensores. Por entonces los sitiados resistían mejor las operaciones que los sitiadores a los que, al ser a menudo demasiado numerosos para ser abastecidos con facilidad, les aquejaba el hambre. En el caso de Burdeos, el ejército sitiador contaba con doce mil hombres, que agotaron los víveres disponibles en la comarca.
Durante el verano de 1339, ante los avances franceses en Aquitania y el peligro de un desembarco francés en Inglaterra, Eduardo III decidió abrir un nuevo frente en Flandes y obligar así a Felipe VI a trasladar parte de sus fuerzas al norte. En efecto, los franceses abandonaron el asedio de Burdeos el 19 de julio de 1339. Con nuevos refuerzos llegados de Gran Bretaña y habiendo logrado avalar sus deudas con los aliados, Eduardo III marchó contra Cambray acompañado por estos a finales de septiembre de 1339; la ciudad era territorio imperial, pero su obispo se había coligado con Felipe. Para provocar a los franceses y que estos se decidiesen a entablar una batalla campal, taló el territorio a su paso, pero no consiguió atraer al enemigo. El 9 de octubre, cuando empezaban a escasear los recursos de la región, el rey inglés tuvo que forzar la situación. Marchó a sangre y fuego hacia el suroeste a través de la región de Cambrésis: arrasó cincuenta y cinco pueblos de la diócesis de Noyon. Mientras, Felipe había reunido a sus huestes y se había trasladado a Buironfosse. Los dos ejércitos comenzaron a acercarse y se encontraron en las cercanías de Péronne. Eduardo contaba con doce mil hombres y Felipe, con veinticinco mil. El primero, al hallarse en terreno desfavorable, decidió replegarse. Felipe le propuso encontrarse en campo abierto el 21 o 22 de octubre para que sus fuerzas pudiesen librar una lid según las reglas de la caballería. Eduardo III lo esperó cerca del pueblo de La Capelle, donde plantó sus reales en terreno que le favorecía, protegido por una línea de fosos y estacas, con los grupos de arqueros en los flancos de la posición. El rey francés descartó acometerlo con la caballería, maniobra que consideró suicida, y optó por fortificar también su posición y dejar al enemigo el honor de emprender el asalto. El 23 de octubre de 1339, como ninguno de los dos ejércitos se decidía a tomar la iniciativa y atacar al otro, ambos se retiraron. La caballería francesa que contaba obtener ingresos con los rescates de los cautivos que pensaba hacer en el combate, se disgustó y acusó al rey de cobardía.
En enero del año siguiente, Eduardo entró en Gante y juró respetar las libertades de las ciudades flamencas. El intento posterior de apoderarse de Tournai fracasó.

#### Situación en el mar y crisis económico-política
Las primeras maniobras de Eduardo en la guerra obtuvieron escasos resultados: la única victoria que obtuvo fue la del combate naval de la Esclusa, disputado cerca de Brujas el 24 de junio de 1340, en el que dieciséis mil soldados y marinos franceses perecieron. La flota de Felipe quedó aniquilada y su eliminación otorgó el control del canal de La Mancha a Eduardo y le permitió que el conflicto se librase en territorio francés.
El historiador Nicholas Rodger duda de que Eduardo dominase los mares ya que la Marina británica como tal surgió más tarde, en tiempos de Enrique V (1413-22). Pese a esto, el rey Juan I, predecesor de Eduardo, ya había formado una flota de galeras y había tratado de organizar una administración naval, tanto para estas naves como para las privadas de que se incautó. Enrique continuó la labor de Juan, aunque la administración naval que resultó de los esfuerzos de ambos fue aún primitiva e improvisada. La encabezaron sucesivamente William de Clewre, Matthew de Torksey, y John de Haytfield, que ostentaron el cargo de «oficial de los barcos del rey» (Clerk of the King's Ships). Sir Roberto de Crull fue el último que desempeñó el cargo en tiempos de Eduardo y el que lo hizo por más tiempo. Fue De Crull el que sentó las bases para el surgimiento posterior del Consejo de Marina y la Junta Naval —en tiempos de Enrique VIII— y la Junta del Almirantazgo —en tiempos de Carlos I—. Rodger afirma también que los franceses gozaron de superioridad en la mar durante la mayor parte del siglo XIV, salvo en los combates de la Esclusa en 1340 y quizá en el de Winchelsea de 1350. A pesar de ello, los franceses nunca invadieron Inglaterra y su rey Juan murió en cautividad en Gran Bretaña. Precisamente para evitar tal invasión, así como para lidiar con la insurrección de los señores angloirlandeses o combatir la piratería, se desarrolló la Armada.
Por otra parte, la presión fiscal creciente, debida a las onerosas alianzas del rey, causó descontento entre el pueblo inglés. El consejo de regencia criticaba el aumento de la deuda nacional, mientras que el rey y sus jefes militares que combatían en el continente le reprochaban la falta de fondos para sus operaciones. Para abordar la situación, el rey regresó por sorpresa a Gran Bretaña el 30 de noviembre de 1340. Al comprobar el desorden de los asuntos públicos, realizó una purga de la administración real. Estas medidas no bastaron para asegurar la estabilidad del reino y a los problemas de Eduardo se añadió una disputa que sostuvo con Juan Stratford, arzobispo de Canterbury. Durante el conflicto entre los dos, el rey despojó de sus títulos e hizo apresar a dos familiares del arzobispo, a Roberto Stratford, obispo de Chichester y a Enrique de Stratford. Stratford acusó al rey de infringir las leyes del reino al arrestar a funcionarios reales.
En las sesiones del Parlamento de abril de 1341, gracias a las que se restableció cierta concordia, Eduardo tuvo que aceptar restricciones a sus prerrogativas fiscales y administrativas a cambio de nuevos fondos. En octubre, empero, el rey repudió las concesiones que se había visto obligado a hacer y apartó de la política a Stratford. Las circunstancias extraordinarias de 1341 habían obligado a Eduardo a someterse al principio a las exigencias del Parlamento, pese a que su poder como rey de Inglaterra era casi absoluto, de lo que este se aprovechó sin recato.
Los apuros financieros y la pérdida del respaldo del emperador hicieron que los ingleses se aviniesen a firmar con los franceses las treguas de Esplechin, que perduraron hasta junio de 1342.

### Guerra en Bretaña
A principios de la década de 1340, quedó patente que la estrategia de alianzas de Eduardo era costosa e ineficaz. Como resultado, los ingleses tuvieron que intervenir más a menudo en el continente, si bien esto tampoco dio los resultados apetecidos al comienzo. La única victoria destacable del periodo fue la que obtuvo Enrique de Lancaster en la batalla de Auberoche en 1345.
En Bretaña, todavía escasamente dominada por Francia, el duque Juan III había fallecido en 1341 sin sucesor. La corona ducal se la disputaban la sobrina del fallecido Juana de Penthievre, esposa de Carlos de Blois —sobrino del rey de Francia—, y el hermanastro del difunto, Juan de Montfort. Temiendo la decisión de Felipe VI, Juan trató de apoderarse del ducado por la fuerza, tomando las principales plazas fuertes, pero un ejército francés se apresuró a penetrar en Bretaña y lo capturó en Nantes. El alto clero y gran parte de la alta nobleza se oponían a Juan, mientras que las ciudades, parte del campesinado y de la baja nobleza lo preferían a su adversaria. En la guerra civil que siguió, la esposa de Juan, Juana de Flandes, solicitó la ayuda de Eduardo III, que en octubre de 1342 acudió al ducado al frente de un ejército.
La suerte de la guerra dependía de las finanzas. Aprovechando la Tregua de Malestroit, firmada en enero de 1343 por intercesión de los legados papales, Eduardo convenció al Parlamento que era imposible librar el conflicto sin enviar copiosas fuerzas contra el enemigo. Dedicó grandes esfuerzos para persuadir a la población del peligro que suponía el rey francés. El Parlamento aprobó en junio de 1344 una contribución bianual que le permitió aprestar dos ejércitos bien equipados para emprender campañas tanto en Aquitania como en el norte de Francia y otros contingentes menores para influir en la guerra de sucesión de Bretaña. En esta región la tregua de 1343 le había permitido a Eduardo conservar importantes plazas.

### Reanudación del conflicto: la campaña de Enrique de Lancaster en Aquitania
En 1345, fracasada la mediación papal entre Eduardo y Felipe, se reanudó el conflicto entre ellos en varios frentes: Bretaña, Flandes, Guyena y, por primera vez, el norte de Francia.
Como los intentos de retomar el acoso a los franceses en Flandes se desbarató con el asesinato de Van Artevelde, Eduardo se concentró en los demás frentes, en especial en Guyena, donde un ejército conquistó varias plazas en una veloz ofensiva que le llevó hasta Angulema.
A principios de agosto de 1345, Enrique de Lancaster desembarcó en Burdeos con quinientos hombres de armas, mil arqueros y quinientos infantes galeses. Con el título de teniente de Aquitania, gozaba de total autonomía. Su primer objetivo fue apoderarse de Bergerac, de la que partían periódicamente incursiones devastadoras. La conquistó el mismo mes de agosto y pidió rescate por los centenares de cautivos que hizo en la plaza. Con los refuerzos de tropas gasconas y los hombres de Stafford (dos mil hombres de armas y cinco mil arqueros y peones) marchó a asediar Périgueux. Juan el Bueno, encargado de la defensa de Aquitania, envió a Luis de Poitiers al frente de tres mil caballeros y seis mil peones para socorrer la plaza cercada. A quince kilómetros de esta, Juan detuvo su avance para apoderarse del castillo de Auberroche. Allí lo sorprendió Enrique el 21 de octubre: el ejército francés cayó derrotado en el choque y los ingleses volvieron a tomar abundantes cautivos. Tras esta victoria, Enrique se apoderó de varias bastidas, expulsó a las guarniciones francesas de las tierras comprendidas entre el Dordoña y el Garona y puso cerco a La Réole. La conquistó el 8 de noviembre, aunque no pudo hacerse con su ciudadela; esta prometió rendirse si no recibía socorros en cinco semanas. Juan no acudió en su auxilio, ya que gran parte de sus fuerzas habían sido vencidas en Auberroche y había licenciado al resto. Como consecuencia, La Réole capituló; luego lo hicieron también Langon y Sainte Bazeille, en enero de 1346. Esto tuvo un efecto catastrófico para los franceses: ante su pasividad, numerosos señores gascones cambiaron de bando, entre ellos las poderosas familias de los Durfort y los Duras; las comunidades de la región organizaron su propia defensa y dejaron de pagar los impuestos al rey. Así, la soberanía francesa en Aquitania se fue debilitando y se extendieron el poder de las compañías guerreras y los conflictos privados, que acentuaron el proceso. Además, los rescates de los cautivos de Bergerac y de Auberroche supusieron cerca de setenta mil libras de ingresos para Enrique de Lancaster, y sus lugartenientes también se beneficiaron; en Inglaterra se comenzó a percibir la guerra como un negocio, lo que atrajo a nuevos combatientes. Cuando Aiguillon cayó a comienzos de 1346, Felipe VI se decidió finalmente a actuar, aunque necesitaba fondos para reunir un ejército. Con grandes dificultades, los obtuvo de los estados del Languedoc y de las regiones occitanas, pero aun así tuvo que solicitar créditos a los bancos italianos de París y pedir al papa el 10 % de los ingresos eclesiásticos del reino (lo obtuvo, junto con un empréstito de treinta y tres mil florines). Gracias a ello, el rey reclutó mercenarios en Aragón y en Italia. Juan Se puso al frente de un nuevo ejército de quince mil soldados, de ellos mil cuatrocientos genoveses. Comenzó la campaña en Aquitania asediando Aiguillon el 1 de agosto. La plaza, sita en la confluencia de los ríos Garona y Lot, estaba excelentemente fortificada y contaba con una gran guarnición de seiscientos arqueros y trescientos hombres de armas. Pese a todo, Juan juró tomarla. Empleó grandes medios para lograrlo: ordenó cavar redes de trincheras para proteger las maniobras de cerco y la retaguardia y erigió puentes en el Garona y en el Lot para cortar el abastecimiento de la ciudad. Pese a estos esfuerzos, el asedio se alargó y pronto sus soldados comenzaron a pasar hambre, que se agudizó por la pérdida de parte de los víveres a manos de los cercados, que los arrebataron en audaces salidas. A finales de agosto, Juan tuvo que levantar el cerco, pues Eduardo III había penetrado en el norte del reino y el rey Felipe había requerido sus servicios para enfrentarse a la invasión tras la grave derrota de Crécy.

### Nuevas victorias inglesas: Crécy y Calais

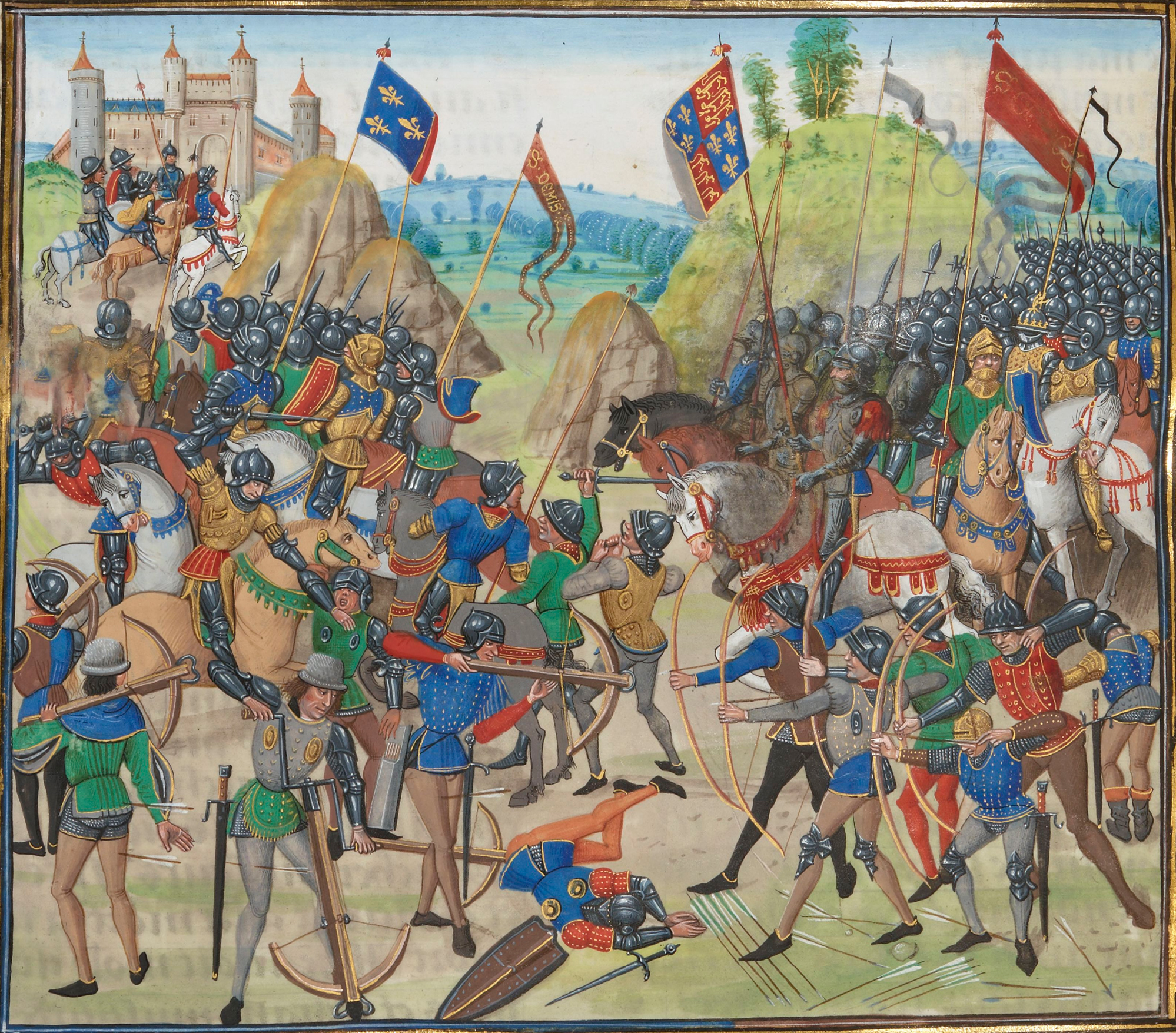
La batalla de Crécy, gran victoria de Eduardo, en una miniatura de Loyset Liédet en las Crónicas de Froissart, BNF, Fr.2643, f.165v.

Tras varias campañas infructuosas en el continente, Eduardo decidió emprender una gran ofensiva en 1346 y embarcó cuarenta mil hombres rumbo a Normandía. Tres columnas avanzaron sin encontrar resistencia hacia Caen. Este ejército saqueó la ciudad y recorrió el norte de Francia camino de Flandes, donde debía reunirse con otras fuerzas inglesas. Un noble normando desafecto, Godofredo de Harcourt, facilitó el arduo desembarco inglés en Saint-Vaast-la-Hougue. A mediados de agosto y tras remontar el Sena, los ingleses alcanzaron Poissy, cerca de la capital francesa. Aunque estaba mal defendida, Eduardo no contaba con fuerzas suficientes para acometer el sitio de París y emprendió la retirada; Felipe VI se lanzó en su persecución.
Aunque el plan original no incluía combatir con el ejército francés, que seguía la marcha de los ingleses, al encontrar un terreno adecuado para ello al norte del Somme Eduardo se decidió a enfrentarse a Felipe VI. El 26 de agosto, disputó al ejército francés la batalla campal de Crécy en la que las cargas de la caballería francesa quedaron desbaratadas por la lluvia de flechas de los arqueros galeses, protegidos por una franja de estacas. El combate acabó en una victoria inglesa aplastante, pese a la superioridad numérica francesa. Mientras, en Inglaterra, William Zouche, arzobispo de York, aprestaba otro ejército para enfrentarse a David II de Escocia. Este ejército derrotó al soberano escocés y lo capturó en la batalla de Neville's Cross el 17 de octubre. Esta victoria aseguró la frontera escocesa y le permitió a Eduardo concentrarse en la campaña francesa; este asedió la ciudad portuaria de Calais, que cayó en su poder tras un larguísimo cerco de once meses –probablemente la mayor operación militar inglesa de la Edad Media, en la que participaron treinta y cinco mil soldados– el 4 de agosto de 1347. La ciudad, rendida por hambre y por la falta de auxilio de Felipe VI, devino una plaza fundamental para abordar posteriores campañas en Francia.

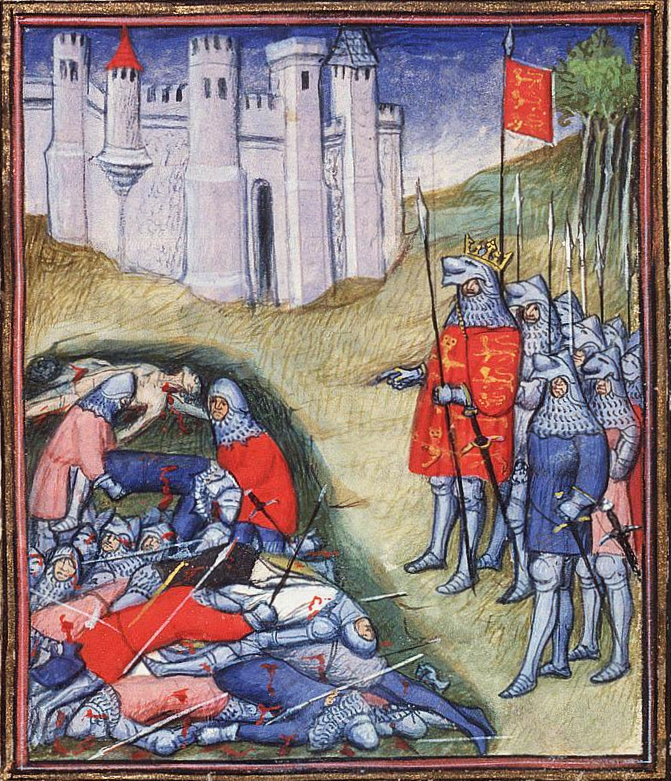
Eduardo contando los muertos de la batalla de Crécy.

Tras la muerte del emperador Luis IV en octubre de 1347, el Sacro Imperio Romano Germánico iba a volver a manos de la Casa de Luxemburgo, fiel aliada de los franceses. Su pretendiente y nuevo rey de los romanos, Carlos IV era hijo de  Juan el Ciego, que había perecido en Crécy en las filas francesas, y hermano de Bona de Luxemburgo, esposa de Juan el Bueno y madre de Carlos V. Luis V de Baviera (hijo de Luis IV) trató de obtener el respaldo de Eduardo para competir con Carlos por la corona de Alemania, pero Eduardo decidió finalmente, en mayo de 1348, desentenderse de la elección imperial.
Tras la conquista de Calais, Eduardo y Felipe firmaron una tregua; esta y la extensión por todo el continente de la peste, llegada a los puertos italianos y provenzales a finales de 1347, redujo las operaciones militares. En 1348, la peste negra se extendió por Europa y acabó con la vida de más de un tercio de la población inglesa. La pérdida de tal cantidad de mano de obra y, por consiguiente, de pecheros, supuso para la Corona una notable reducción de sus ingresos, que determinó que se detuviesen las operaciones militares. Los grandes terratenientes tuvieron que afrontar la escasez de mano de obra y la consiguiente alza del coste de esta. Para tratar de limitar el aumento de los salarios, el rey y el Parlamento promulgaron la Ordenanza de los Trabajadores (1349) y luego el Estatuto de los trabajadores (1351). Pese a que acabaron fracasando, en un principio se aplicaron severamente. No obstante, la peste no acabó con el gobierno real ni desencadenó una revolución social y la normalidad medieval se restableció pronto. Parte del mérito se debió a la habilidad de los administradores reales como el tesorero William Edington y el justicia de Inglaterra y Gales William de Shareshull.

### Influencia de Carlos de Navarra
Los nuevos combates a gran escala en la guerra francesa acontecieron a mediados de la década de 1350. Hasta entonces, los choques fueron limitados; Juan II trataba de reorganizar sus ejércitos y los dos enemigos estaban exangües por la peste y no deseaban emprender grandes campañas.
En enero de 1354, Carlos II de Navarra, excluido del favor de Juan II, que concentraba sus mercedes en el condestable Carlos de la Cerda, hizo asesinar al favorito real. Amenazado por el rey de Francia, solicitó la ayuda de Eduardo III, que se la concedió. Antes de que este pudiese intervenir, sin embargo, Carlos firmó el Tratado de Mantes el 22 de febrero de 1354. Este no supuso más que un tregua en el conflicto entre Carlos y el rey de Francia: el 5 de abril de 1356, Juan II hizo prender a Carlos en el castillo de Ruan y lo encarceló. Felipe de Navarra, hermano de Carlos, desafió al rey francés y buscó el auxilio del inglés. Emprendió además una cabalgada en Normandía en junio; el primogénito de Eduardo, apodado el Príncipe Negro, hizo lo propio un mes más tarde en la Guyena.
Franceses e ingleses habían estado a punto de firmar la paz en Guînes en abril de 1354, pero finalmente la condiciones inglesas, que hubiesen supuesto la reconstitución del imperio de los Plantagenet en Francia —Eduardo hubiese obtenido plena soberanía en Aquitania, Poitou, Maine, Anjou y Turena e influencia en Bretaña—, resultaron inaceptables para Juan II, que se negó a aceptarlas. Este fracaso determinó la reanudación del conflicto en 1355. La primera incursión la realizó Eduardo, que marchó de Calais a Amiens antes de retirarse ante el gran ejército que había reunido Juan II. El grueso de los combates, sin embargo, se libró en el sur.
En efecto, el Príncipe Negro acudió con copiosas tropas a Burdeos, a defender la región de Juan de Armañac. Con sus huestes inglesas reforzadas por soldados gascones que constituían la mitad del ejército, el príncipe Eduardo emprendió una brillante cabalgada que a finales de octubre le llevó a la cercanías de Toulouse, en la que se había refugiado el de Armañac. Eduardo evitó la ciudad y el 2 de noviembre alcanzó el sur de Carcasona. La vanguardia alcanzó Beziers, pero el temor que quedar rodeado por los ejércitos franceses hizo que el príncipe ordenase la retirada el 10 del mes. Tras suscribir una alianza con el conde de Foix, Eduardo regresó a Burdeos en diciembre con un rico botín. Juan II tuvo que reunir a las asambleas de las regiones meridionales para solicitarles fondos para reforzar la defensa de la zona. Al mismo tiempo, apresó a Carlos de Navarra, que había mantenido una actitud ambigua entre ingleses y franceses. El hermano de Carlos, Felipe de Evreux, solicitó auxilio a los ingleses.
El remate de esta campaña aconteció en el Poitou en septiembre de 1356: Eduardo de Woodstock obtuvo una gran victoria en la batalla de Poitiers. Las fuerzas inglesas, pese a ser muy inferiores en número a las del enemigo, no solo desbarataron al ejército francés, sino que apresaron al rey Juan II. Tras una serie de victorias, los ingleses se adueñaron de numerosos territorios franceses, tenían cautivo al monarca enemigo y se enfrentaban a un Gobierno central francés que se hallaba casi totalmente paralizado. Por añadidura, Francia se desgarraba por diversos problemas internos (las jacqueries y las acciones de Étienne Marcel y Carlos II de Navarra). Si al comienzo la pretensión de Eduardo III a la Corona francesa había sido una mera estratagema política, por entonces parecía ya una meta alcanzable. El rey inglés impuso a Juan los tratados de Londres, gracias a los cuales obtuvo la mitad de las tierras de Francia y el derecho a cobrar un rescate de cuatro millones de libras.
Carlos II de Navarra se coligó varias veces con Eduardo III y llegó incluso a tratar con él el reparto de Francia si llegaban a conquistarla por completo. Pero, en el verano de 1358, Carlos II no colaboró con los ingleses cuando estaba a punto de obtener la Corona francesa; la falta de la ayuda navarra resultó decisiva para impedirlo. Pese a este revés, ingleses y navarros pudieron dedicarse a talar el territorio hasta 1359.

### Cautiverio de Juan el Bueno y concesiones francesas

#### Tácticas inglesas y francesas
Gracias a disponer de un ejército más moderno (profesional y bien organizado) y a la ventaja táctica que les confería a sus soldados el arco largo, Eduardo y su hijo vencieron en las principales batallas campales que disputaron con los franceses, entre ellas las de Crécy y Poitiers. Se labraron por ello fama de grandes tácticos. Por el contrario, resultaron peores estrategas que su enemigo  Carlos V quien, ante la superioridad táctica inglesa, aplicó tácticas fabianas y asedios en todos los frentes, poniendo en marcha una depurada logística sufragada con impuestos. Eduardo empleaba, por su parte, las cabalgadas, pero no consolidaba sus conquistas mediante el dominio de plazas fuertes (con la notable excepción de Calais). Este método de guerra, basado en el pillaje, le indispuso con la población francesa.

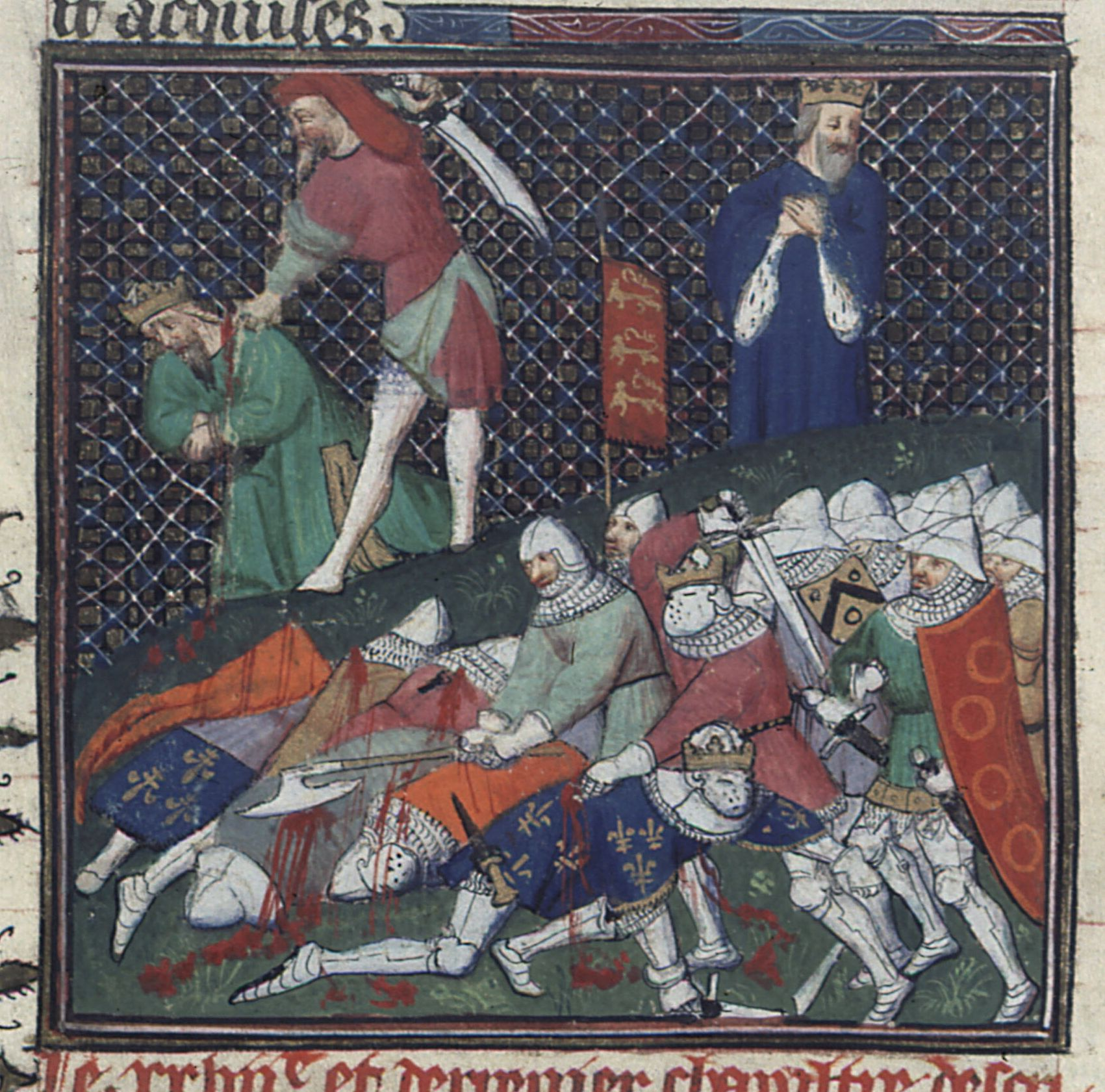
Captura de Juan el Bueno en la batalla de Poitiers (1356). Miniatura del maestro de Bedford perteneciente a un manuscrito del El destino de hombres ilustres de Boccacio, BNF, Fr.226, f.274r.

#### Concesiones de Juan y revueltas en Francia: los tratados de Londres
Juan el Bueno disfrutaba de todos los honores de su título en su cautiverio en Burdeos; podía moverse con libertad y organizar una corte. En su ausencia, el partido reformista encabezado por Étienne Marcel y los seguidores de Carlos de Navarra intentaban instaurar una monarquía dominada por los estados generales. En enero de 1358, Carlos, liberado, estaba en situación de apoderarse de la corona, pues se le consideraba mucho más apto y legitimado para enfrentarse a los ingleses que el enclenque delfín. Al percibir el riesgo de que el poder quedase en manos de Carlos, Juan decidió acelerar las negociaciones con Eduardo III, incluso a cambio de tener que cederle a este mayores territorios. Para tratar directamente con el rey inglés, Juan viajó de Burdeos a Londres. En Inglaterra las condiciones de su encarcelamiento siguieron siendo regias: le acompañaba un séquito de varios cientos de personas (algunos cautivos también en la batalla de Poitiers y otros venidos voluntariamente para acompañarlo), gozaba de libertad para desplazarse por Gran Bretaña y se alojaba en el palacio Savoy. Juan aceptó el primer Tratado de Londres, que disponía que Inglaterra recuperase el conjunto de sus antiguas posesiones aquitanas y recibiese un rescate de cuatro millones de escudos, sin que a cambio Eduardo renunciase a sus pretensiones al trono francés.
Este pacto desató la ira popular, que aprovechó Étienne Marcel, el preboste de París, para hacerse con el poder en la capital. El 22 de febrero de 1358, encabezó un motín en el que tres mil hombres armados invadieron el Palais de la Cité para enfrentarse a los del delfín; este había traído a la capital mil hombres para presionar a los parisienses y que optasen por él en vez de por Carlos de Navarra. Marcel mandó asesinar en su presencia a los jefes de las tropas de delfín: al mariscal de Champaña Juan de Conflans y al de Normandía Roberto de Clermont. Convencido de tener en su poder al delfín, al que creía aterrorizado por su acción, hizo que este lo nombrase regente y mantuvo a Carlos lejos de París. Pero el delfín reaccionó, organizó a la nobleza —horrorizada por la muerte de los mariscales— contra Marcel y cercó la capital. Marcel contraatacó desatando la grande Jacquerie que le permitió conservar el contacto con las ciudades flamencas y septentrionales, que eran sus aliadas. Carlos de Navarra, que se sentía traicionado por el preboste de París, retomó la iniciativa, se puso al frente de la nobleza y abordó el aplastamiento de los campesinos rebeldes. Marcel no tuvo más remedio que pactar con él: le abrió las puertas de París y facilitó su acceso al poder. No obstante, el grueso de la nobleza no respaldó a Carlos, sino que permaneció junto al delfín, que seguía asediando la capital. El asesinato de los mariscales imposibilitaba el acuerdo con Étienne Marcel. Para compensar la escasez de apoyo nobiliario, Carlos reclutó mercenarios ingleses, cuya presencia en París originó motines; la llegada de nuevas tropas inglesas hizo que los parisienses se inclinasen definitivamente en favor del delfín: Marcel fue asesinado y la ciudad abrió sus puertas al regente el 2 de agosto de 1358.

reino de Francia entre 1356 y 1363 :
Jacqueries y granes compañías
Territorios de Carlos de Navarra
Territorios dominados por Eduardo III antes del Tratado de Brétigny
Primer Tratado de Londres: cesión de Aquitania de los Plantagenet a Inglaterra y fin de la guerra de sucesión bretona mediante la liga de Bretaña e Inglaterra
Segundo Tratado de Londres: se añaden a las cesiones del primero Normandía y Maine
Territorios cedidos por Francia Inglaterra en el Tratado de Brétigny (coincide con los del primer Tratado de Londres)

En marzo de 1359, al creer que Juan iba a perder el poder en Francia, Eduardo aumentó sus exigencias y endureció las condiciones de su cautiverio. De ello obtuvo un nuevo tratado, más favorable, por el que no solo se le cedían las tierras aquitanas de los Plantagenet, sino todos los territorios que en algún momento habían sido feudos de estos: el Maine, Turena, Anjou y el Ducado de Normandía. Además, el rey de Inglaterra recibiría el homenaje del duque de Bretaña; se ponía fin a la guerra de sucesión bretona con la victoria del candidato coligado con Eduardo, Juan de Montfort. El rescate acordado de cuatro millones de escudos debía pagarse asimismo en plazos más cortos.
Las cesiones francesas suponían más de la mitad del territorio del reino y varios años de ingresos estatales. Aceptarlas hubiese desacreditado por completo a los Valois y podría haber sumido al reino en una nueva guerra civil que hubiese allanado el camino de Eduardo al trono francés. Por ello, el delfín y el regente Carlos (futuro Carlos V) convocaron los estados generales, que rehusaron ratificar el tratado, lo que libraba a Juan de toda responsabilidad en el rechazo del pacto y le protegía de las posibles represalias inglesas. Si un rechazo de la casa real hubiese supuesto arriesgarse a desatar una guerra civil, el descrédito de los Valois y una eventual victoria de Eduardo, la reunión de los estados y que la negativa proviniese de estos fueron, por el contrario, hábiles maniobras del regente que unieron al país contra los ingleses.

#### Campaña infructuosa, Tratado de Brétigny y renuncia al trono francés
Por acuerdo entre el regente Carlos y el rey Juan y su cortejo londinense, que temían que se les castigase si Eduardo moría en la guerra en Francia, aquel rehuyó las batallas campales y aplicó las tácticas fabianas y las escaramuzas para enfrentarse a los ingleses. Por su parte, Eduardo emprendió el sitio de Reims, pero no pudo tomarla ya que carecía de máquinas de asedio, que no había llevado consigo para poder moverse con más celeridad y porque su objetivo inicial era batir a los franceses en campo abierto. Tras abandonar el asedio, se dirigió a Borgoña. La cabalgada resultó un fracaso para los ingleses, acosados por el enemigo, hambrientos y cada vez con menos monturas por la escasez del forraje. Al tiempo que Eduardo realizaba su incursión borgoñona, marineros normandos atacaron Winchelsea en marzo de 1360, acontecimiento que desató el pánico en Inglaterra.

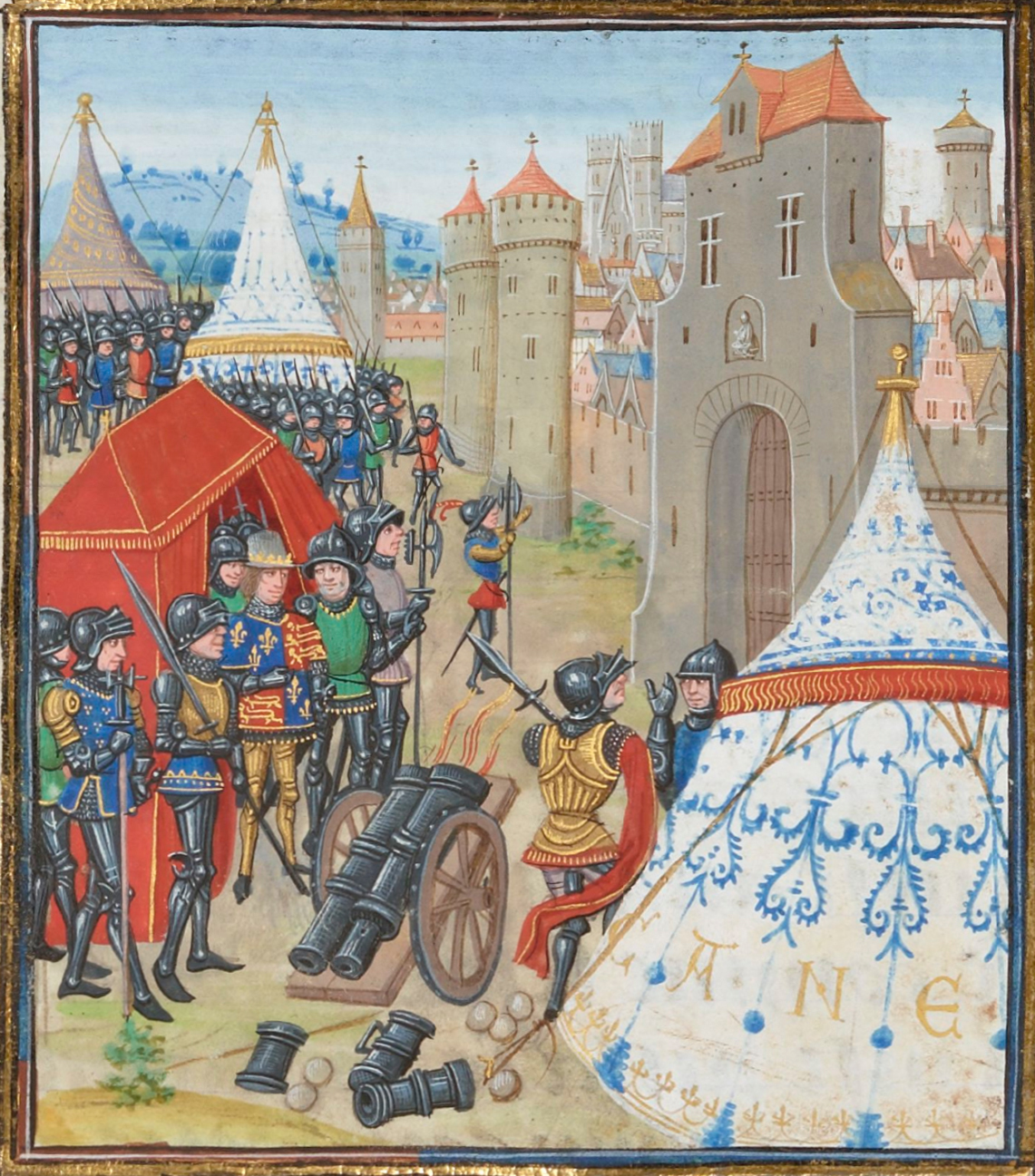
Eduardo III ante Reims. Miniatura de Loyset Liédet, Crónicas de Froissart, BNF, Fr.2643.

Encolerizado por ello, Eduardo III se dirigió hacia París y dio rienda suelta a sus soldados, que cometieron desmanes: estos no se limitaron ya a obtener abastos por la fuerza, sino que se dedicaron a arrasar las tierras por las que pasaban. Arrancaban las viñas, mataban el ganado y asesinaban a los labradores. Estas atrocidades suscitaron un intenso resentimiento contra los ingleses. Muchas de las tropelías se cometieron entre la Cuaresma y la Semana Santa por lo que, cuando el ejército inglés se vio diezmado por una granizada el lunes 13 de abril, algunos cronistas vieron en esta la venganza de Dios. La campaña de 1359, que debía haber concluido los esfuerzos de Eduardo por obtener la Corona francesa, no alcanzó su objetivo. Finalmente, Eduardo se avino a pactar: firmó la paz de Brétigny y licenció a su ejército de mercenarios. Estos, para cobrarse sus servicios, se dedicaron a saquear Borgoña, región en la que, al contrario que en Champaña y la Isla de Francia, no se los esperaba; estos mercenarios fueron el núcleo de las grandes compañías.
Eduardo había desistido de apoderarse del trono francés —el tratado con Francia incluía la renuncia, a cambio de obtener la posesión legal de los territorios que dominaba, de sus pretensiones a la corona— y por ello decretó en 1361 que la lengua oficial de Inglaterra fuese a partir de entonces el inglés, que sustituyó al francés, que lo había sido desde 1066 hasta entonces. Esta decisión, sin embargo, le perjudicó en Francia: en Aquitania agudizó la percepción de los ingleses como meros conquistadores.
Aunque Francia, exangüe, acuciada por las compañías de mercenarios y arruinada temporalmente por el enorme rescate de Juan el Bueno no suponía por el momento un peligro para Eduardo, sus mandatarios habían aprendido la lección de los acontecimientos ocurridos durante la cautividad del soberano. Entre otras cosas, habían observado los beneficios de contar con una divisa fuerte y de descentralizar la Administración. Inmediatamente después de recobrar la libertad, el rey Juan creó el franco y dividió el reino en feudos que administraban sus hijos. Si bien careció de la reputación necesaria para que los estados aprobasen el impuesto indispensable para implantar un ejército profesional, esto lo logró su hijo, el futuro Carlos V, que gozaba de renombre al haber llevado los asuntos de Estado durante la guerra civil.

### Pérdida de las posesiones francesas

#### Conflicto diplomático

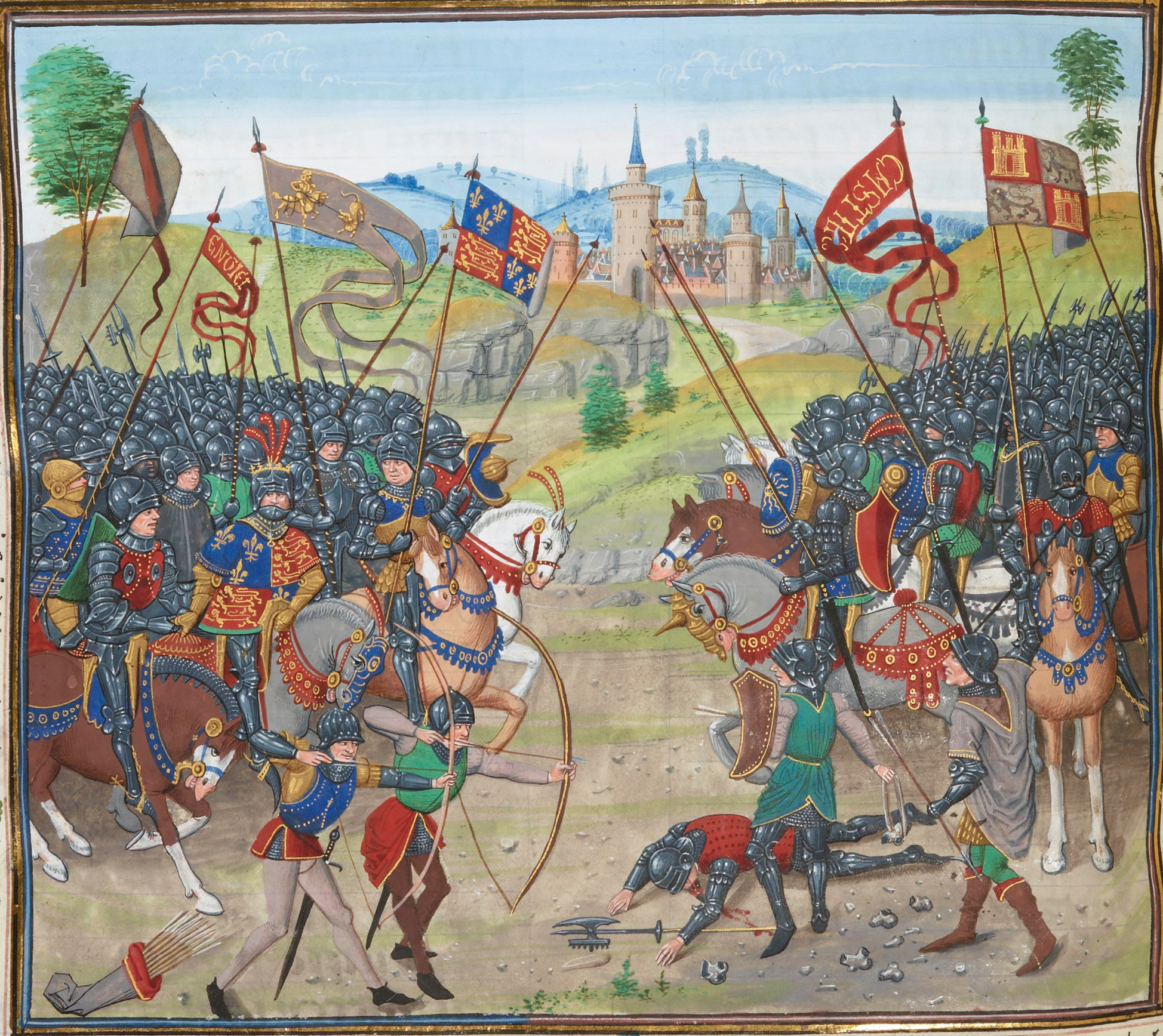
La batalla de Nájera en una miniatura de Loyset Liédet, Crónicas de Froissart, BNF, Fr.2643.

El delfín Carlos retrasó el pago del rescate de Juan, que se había suspendido a la muerte de este en 1364. Pese a ello, Eduardo III tenía que respetar la tregua de Brétigny si deseaba adueñarse de los territorios que le otorgaba el tratado homónimo. Carlos, que había ascendido al trono en 1364 al morir su padre, aprovechó el respiro militar para eliminar del reino a las bandas de mercenarios; para ello empleó ejércitos reclutados por sus hermanos en sus feudos respectivos. Para justificar la creación de un ejército permanente y conseguir que se aprobasen los impuestos necesarios para mantenerlo, alegó la necesidad que tenía el reino de librarse de los saqueos que seguían inevitablemente a cada licenciamiento de tropas. Preparó meticulosamente la reconquista de los territorios en poder de Eduardo: se coligó con Owen, pretendiente al trono galés, Valdemar IV de Dinamarca y renovó la Auld Alliance con Escocia; todos estos tenían buenas razones para enfrentarse a Inglaterra. Aprovechó además la presencia del hijo de Eduardo, el Príncipe Negro, en Castilla, donde participaba en la guerra fratricida que libraban los dos pretendientes al trono; uno contaba con el respaldo inglés, y el otro, con el francés. Carlos envió a Bertrand du Guesclin y Guillermo Boitel con mercenarios que pagó gracias a las aportaciones del papa, al que presentó la expedición como una cruzada contra los musulmanes ibéricos. El papa aceptó sufragar la empresa con el fin de desembarazarse de las compañías mercenarias que talaban las tierras del Ródano y perjudicaban con ello la economía de Aviñón, donde residía. Al ayudar a Enrique de Trastamara a hacerse con el trono de Castilla, Carlos se granjeó un sólido aliado que contaba con algo de lo que carecía Francia por entonces: una flota temible. El príncipe de Gales tuvo que contraatacar y repuso a Pedro I el Justiciero en el trono castellano gracias a la grave derrota que infligió a Du Guesclin y Enrique de Trastamara en Nájera el 3 de abril de 1367, de nuevo gracias a la ventaja militar que confería a sus tropas el arco largo. La victoria quedó pronto anulada por la incapacidad del rey Pedro para saldar las deudas con el príncipe Eduardo; sin dinero para pagar a sus tropas, este tuvo que licenciarlas e imponer en Aquitania el pago de un fogaje (26 de enero de 1368), lo que originó la petición de ayuda de los gascones al rey de Francia.

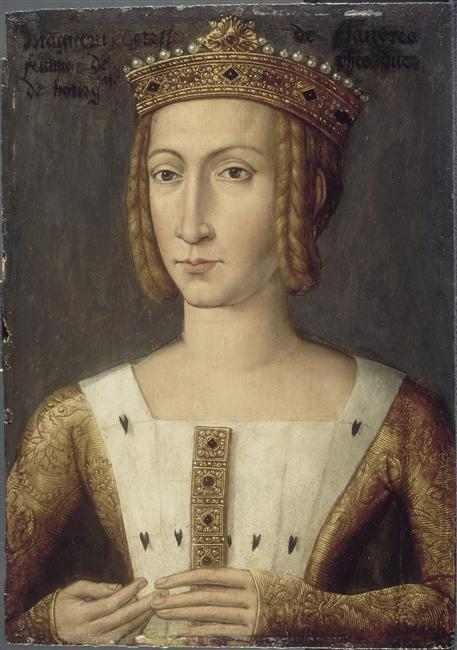
Margarita III de Flandes, cuadro del museo del Hospice Comtesse, Lille.

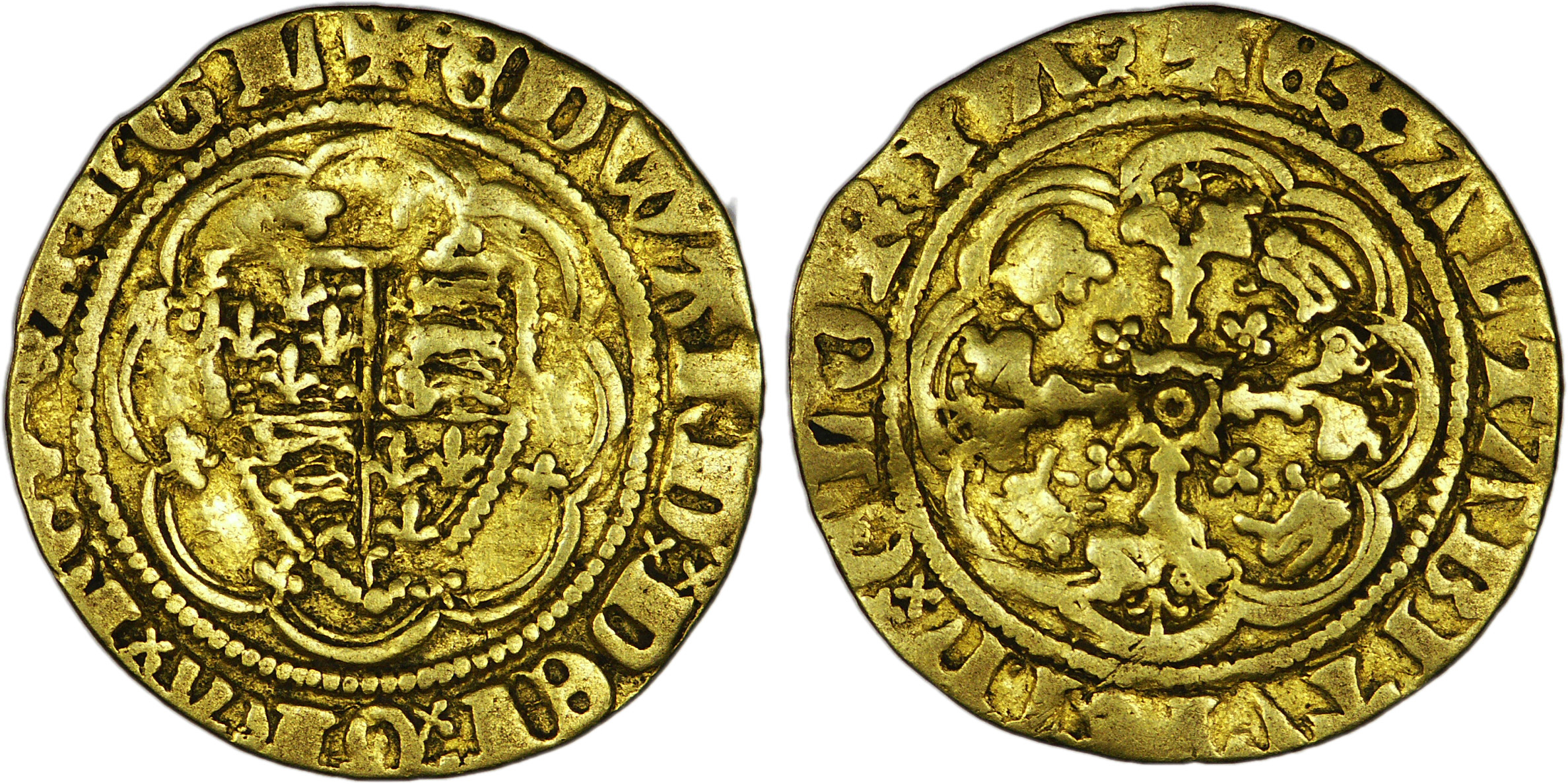
Moneda de oro acuñada en tiempos de Eduardo III en Calais.

Mientras esto sucedía en el sur, Eduardo III planeaba apoderarse de Flandes mediante el matrimonio. Deseaba casar a su hijo Edmundo de Langley con Margarita, la heredera de los condados de Flandes, Nevers, Rethel y Borgoña. En el desposorio, Edmundo recibiría además de su padre Calais y el condado de Ponthieu que, junto con los de Artois, Rethel y Flandes, constituirían un principado inglés al norte de Francia equivalente a la Guyena. El conde de Flandes, Luis de Male, al principio se avino a ello por la influencia económica inglesa: los paños flamencos dependían de las importaciones de lana inglesa. Prometió a Margarita el 10 de octubre de 1364 pero, para poder celebrar la boda, necesitaba una dispensa papal, ya que los novios eran parientes de cuarto grado. Tras diversas maniobras de ingleses y franceses en Aviñón, el papa Urbano V decidió no concederla. La disputa diplomática continuó hasta 1367, año en el que Carlos V obtuvo una dispensa para casar a su hermano Felipe el Atrevido con Margarita. Para que se lograse el beneplácito del conde Luis a esta boda, que finalmente lo otorgó a regañadientes, tuvo que intervenir  enérgicamente Margarita de Francia, madre del conde de Flandes e hija de Felipe V, y además Carlos tuvo que ceder Lille, Douai y Orchies.
Confiado en sus anteriores victorias sobre los dos monarcas franceses anteriores —Felipe VI y Juan el Bueno— Eduardo III, que desconocía a Carlos salvo por los rumores que circulaban acerca de su frágil salud y su debilidad física, se burló de él, declarando que no era más que un abogado. Los acontecimientos, sin embargo, le demostraron que había subestimado al nuevo rey de Francia.

#### Cambio de bando de los gascones

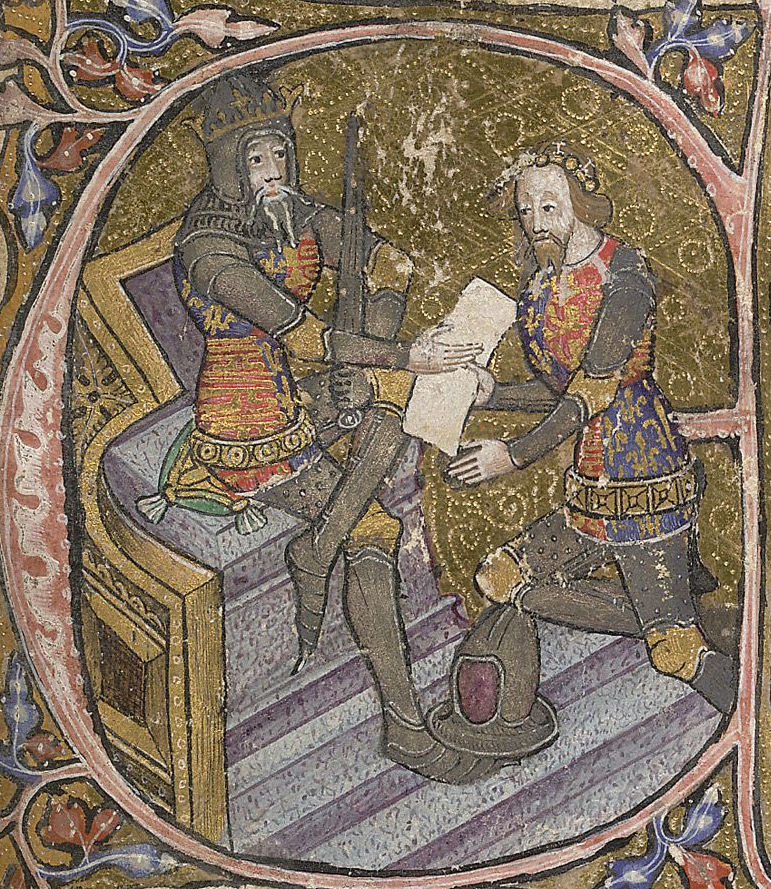
Eduardo III entrega la Guyena a su hijo Eduardo de Woodstock, apodado el Príncipe Negro, 1362 (Biblioteca británica, Londres).

Eduardo de Woodstock (el Príncipe Negro) regresó vencedor de la guerra de Castilla, pero arruinado e incapaz de pagar a sus tropas. En consecuencia, tuvo que imponer nuevos tributos en Aquitania, transformada en principado. Carecía de fondos para pagar a los señores gascones que le habían acompañado en la campaña castellana y las tropas licenciadas se dedicaron a talar Rouergue, que pertenecía al conde de Armañac. Este no solo no recibió dinero alguno por haber combatido junto al Príncipe Negro, sino que además tenía que recaudar un nuevo fogaje en sus tierras. Para evitarlo, solicitó la dispensa de Eduardo III, que se la negó. En consecuencia, en mayo de 1368 decidió acudir a Carlos V; según el Tratado de Brétigny, la soberanía de los territorios cedidos por los franceses cambiaba de manos únicamente tras el pago del rescate pactado y la entrega de los territorios, condiciones que aún no se habían cumplido. Al responder a la petición del conde el 3 de diciembre de 1368, Carlos V afirmó su soberanía sobre la Guyena. El rey dejó en manos del Tribunal de Justicia de París el proceso de condena al Príncipe Negro; la lentitud de este procedimiento le sirvió para tratar de ganar para sí la voluntad de otros señores gascones además de la del conde de Armañac. Por su parte, los ingleses trataron de anular la petición del conde al rey francés, de mantener la paz y de conservar lo obtenido en el Tratado de Brétigny. El cambio de bando de los señores gascones comenzó por los allegados al conde de Armañac: en mayo de 1368, el rey de Francia dotó a su sobrino, el conde de Albret, al que también le concedió una renta a cambio de que le rindiese homenaje especial. El rey francés eximió del pago de impuestos durante diez años a aquellos vasallos que volviesen a reconocerlo como señor, justificándolo por la necesidad que estos tendrían de fondos para luchar contra el príncipe de Gales. Carlos V supo atraerse ciudades, obispos y señores del Perigord mediante la diplomacia, habilidad que contrastaba con la altivez del príncipe Eduardo. El conflicto anglo-francés se reavivó: el rey inglés volvió a proclamarse de Francia el 3 de junio de 1368 y Carlos V decretó al confiscación de Aquitania el 30 de noviembre. Carlos V, excelente jurista, supo presentarse como si el derecho le valiese, tras haberse ganado la lealtad de gran parte de los gascones.

#### Operaciones militares
Carlos, recordando la derrota de Poitiers en la que la caballería había cargado en desorden sin esperar la orden de su padre Juan el Bueno y transformado lo que podía haber sido una fácil victoria en un desastre, y consciente de su falta de talento militar, otorgó el mando de los pequeños ejércitos que formó, compuestos de voluntarios aguerridos, a jefes militares veteranos y fieles, como Bertrand Du Guesclin. Evitando las batallas campales, abordó la guerra con una estrategia de escaramuzas y asedios, que arrebataban poco a poco el territorio al enemigo. Las grandes compañías que habían regresado de la península ibérica en 1367 y talaban el Languedoc, se integraron en el ejército francés en 1369 y a partir de entonces centraron sus actividades en los territorios todavía leales al príncipe de Gales, mientras que los que se sometían al soberano francés se libraban de sus pillajes.

La reconquista de Carlos V de los territorios perdidos en el Tratado de Brétigny
Tierras del rey
Feudos de los hermanos del monarca
Condado autónomo de Foix-Béarn
Bretaña, coligada con Inglaterra
Posesiones de Carlos de Navarra, coligado con Inglaterra

Por su parte, el endeudamiento le suponía un grave problema al Príncipe Negro. La recaudación de impuestos bajó debido al cambio de bando de los señores gascones y privó a Eduardo del dinero necesario para reclutar un ejército con el que enfrentarse a los franceses. Para hacer frente al apuro, Eduardo III le envió ciento treinta mil libras tornesas. Pero el Parlamento inglés era reacio a aprobar partidas para la Guyena, cuyo sostenimiento le parecía caro. Finalmente aprobó la recaudación de nuevos fondos para la defensa a cambio de abolir la obligación de que la lana pasase por Calais, lo que reducía los ingresos reales, pues el grueso de estos provenía de los tributos de la lana. Los ingresos fiscales cayeron un 25 % en 1369, por la gran peste que asoló Inglaterra. Los ingleses no podían competir con los impuestos —que podían alcanzar el millón seiscientos mil francos anuales— que Carlos V podía imponer para mantener ejércitos permanentes dedicados a asediar plazas, ejércitos que no se tornaban en grandes compañías de saqueadores en cuanto se firmaba una tregua. Por ello, los ingleses quedaron sometidos a una presión incesante en todos los frentes, que duró años. Pese a ello, trataron de revertir la situación creada por Carlos. Gran parte de los territorios que creían dominar se había rebelado, con la consiguiente pérdida de ingresos recaudados en estas tierras. Eduardo solicitó al Parlamento la financiación indispensable para acometer una contraofensiva, pero no logró fondos suficientes para sufragar las guarniciones de todas las ciudades de la Guyena. El rey inglés contaba con muchos menos medios financieros que el francés y el Parlamento únicamente le concedió los dineros necesarios para practicar operaciones que finalmente tenían que sostenerse mediante el pillaje, incluso si la cabalgada del duque de Lancaster hacia Harfleur de 1369 resultó fundamentalmente victoriosa. La meta inglesa seguía siendo debelar a los franceses en batalla campal, como había sucedido en Crécy, Poitiers o Nájera gracias a la superioridad táctica que confería el arco largo. Para ello, a comienzos de agosto de 1369, Juan de Gante desembarcó en Calais y emprendió una cabalgada hacia Harfleur, donde Felipe el Atrevido preparaba un ejército franco-flamenco para desembarcar en Inglaterra. Debido a las tácticas fabianas empleadas por el enemigo, no pudo conquistar la plaza. Acosadas por las fuerzas del duque de Borgoña y temiendo una celada, Juan retornó a Calais. Aunque las incursiones inglesas devastaban la campiña, no permitían recuperar el territorio perdido.
La respuesta del soberano francés a las peticiones de los señores gascones le permitió recuperar gran parte de Aquitania. El conde de Armañac dominaba la mayoría de las fortalezas de su feudo y solo algunas ciudades permanecían fieles a los ingleses, principalmente por miedo a las represalias de estos; todas acabaron por cambiar de bando, aceptando las ventajosas condiciones que les ofrecían los enviados del rey francés (Juan de Berry, Luis de Anjou y la nobleza gascona que se había sometido a Carlos y que se encargaba de las operaciones militares). En apenas unos meses, más de sesenta ciudades se pasaron al bando francés. Millau fue la última en hacerlo, en diciembre, tras haber obtenido la exención de impuestos durante veinte años. Las desperdigadas guarniciones inglesas que aún resistían habían perdido el dominio del terreno; Luis de Anjou pudo así avanzar por Guyena mientras que Juan de Berry detenía al enemigo en Poitou, en la la Roche-sur-Yon.
Mientras, en el norte los franceses conquistaron Ponthieu en una semana: el 29 de abril, Abbeville abrió las puertas a Hugo de Châtillon (maestre de ballesteros) y durante los días que siguieron se sometieron también las localidades vecinas; Carlos confirmó sus privilegios.
En 1370 los ingleses trataron de recuperarse; para escarmentar a las ciudades que se pasaban al enemigo, hicieron ejemplo de Limoges, que se había pasado a Carlos, pero que el duque de Berry había dejado con exiguas defensas. El príncipe de Gales, acompañado por los duques de Lancaster y Cambridge, recobró la ciudad el 19 de septiembre, tras cinco días de asedio en los que socavó las murallas mediante minas y zapas; tras pasar a la población por las armas, ordenó incendiar la población. El objetivo de Eduardo era que Limoges sirviese de ejemplo a las ciudades tentadas de cambiar de bando, pero la consecuencia de su conducta en la ciudad fue la contraria: no solo no las disuadió, sino que fomentó la anglofobia y el naciente sentimiento nacionalista francés.
En el norte, Eduardo III emprendió varias cabalgadas para tratar de distraer a los ejércitos franceses de la conquista metódica de la Guyena. La estrategia, que había dado fruto en 1346, fracasó en 1370: Robert Knolles, al frente de dos mil quinientos arqueros y mil seiscientos hombres de armas, partió de Calais a finales de julio de 1370 y taló las comarcas de Amiens, Noyon, Reims y Troyes. El rey francés, sin embargo, consideraba que las cabalgadas inglesas no le permitían al enemigo conquistar territorios y atizaban el odio hacia él en las tierras que las sufrían, por lo que las toleró y se concentró en los asedios de plazas y en realizar una propaganda que le permitía recuperar paulatinamente tierras y ciudades, a menudo sin tener que combatir. Estos triunfos reforzaban el prestigio de la Corona, pese a las penurias que causaban las tácticas fabianas empleadas contra las cabalgadas inglesas, que obligaban a la población a abandonar sus hogares y refugiarse en las fortalezas erigidas por todo el reino, y a la reaparición de la peste. La cabalgada de Knolles quedó desbaratada en Borgoña. La hueste inglesa pasó dos días ante las puertas de París, saqueando los arrabales, cuyos habitantes se habían encerrado en la capital. Para aparentar actividad, Carlos envió a Bertrand du Guesclin a perseguirlos cuando se retiraron. Este se limitó a acosar hábilmente al enemigo hasta lograr sorprenderlo en Pontvallain, cuando este se disponía a cruzar el Loir Las desavenencias entre los capitanes ingleses hicieron que el ejército se deshiciese al alcanzar Bretaña.

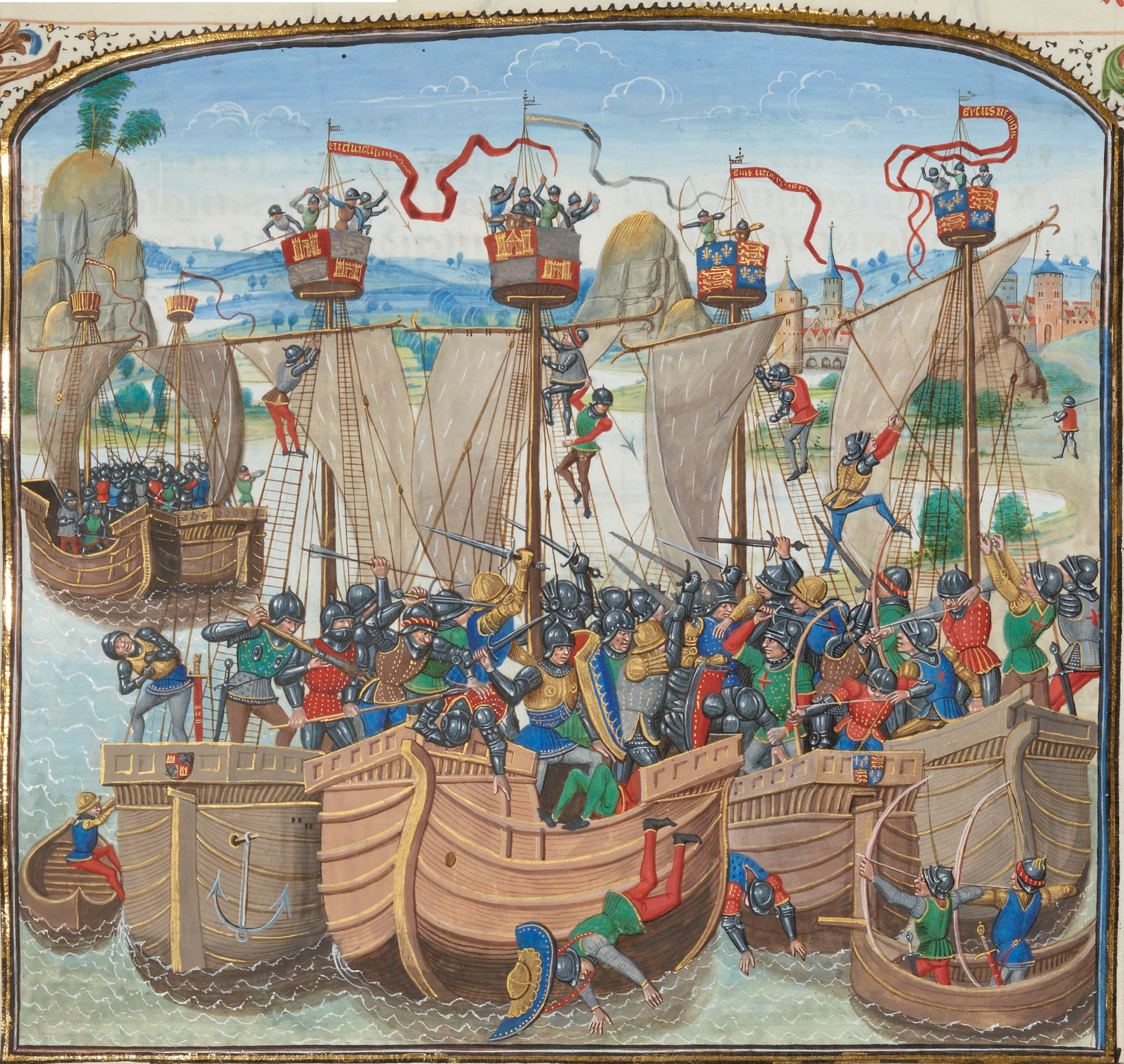
La flota inglesa fue destruida el 22 de junio de 1372 en la batalla de La Rochela, lo que privó a la Guyena de apoyo logístico. Imagen de las Crónicas de Jean Froissart.

La suerte continuó siendo adversa para los ingleses: en 1371, Carlos II de Navarra, aliado preocupado por sus propios intereses, abandonó la liga con aquellos ante la evolución de la situación y se sometió al rey de Francia, prestando homenaje por sus tierras normandas. En 1372, la flota castellana interceptó un cuerpo expedicionario inglés en la La Rochela el 22 de junio y lo aniquiló al día siguiente, empleando cañones y brulotes (los castellanos esperaron a la bajamar para aprovechar el escaso calado de sus naves, que les permitió maniobrar mientras que los ingleses, cuyos pesados navíos eran de mayor calado, quedaron encerrados por los bajíos rocheleses). La derrota supuso un gravísimo contratiempo para Inglaterra, que perdió el señorío del mar.
Los barones poitevinos, que habían tomado partido en su gran mayoría por los ingleses (Poitou exportaba sal a Inglaterra) ya no pudieron contar con su ayuda. Aislados y acuciados por el ejército real francés llegado al territorio tras la victoria de La Rochela, claudicaron; los franceses recuperaron así las ciudades de Poitou y Saintonge.
En 1373, Eduardo III trató de aliviar la presión que sufría la Guyena reavivando el conflicto franco-bretón. El duque Juan IV se había criado en la corte inglesa y era yerno de Eduardo, pero la nobleza bretona prefería la neutralidad a la alianza con Inglaterra tras la larga guerra que había aquejado al ducado. En marzo de 1373, un gran ejército inglés desembarcó en Saint-Malo: lo componían dos mil hombres de armas y otros tantos arqueros a las órdenes del conde de Salisbury. Para tamaño desembarco, los ingleses tenían que contar con el beneplácito de duque bretón, lo que desató la ira francesa: Carlos V ordenó atacarlo. El ejército francés penetró en Bretaña con la colaboración de gran parte de la nobleza de la región, que se unió a las huestes que mandaba Bertrand du Guesclin. En apenas dos meses, los franceses se adueñaron de casi todo el ducado; para la fiesta de san Juan los ingleses no conservaban más que Brest, Auray, Bécherel y la fortaleza de Derval. Juan IV había abandonado Bretaña y zarpado hacia Inglaterra el 28 de abril.

#### Cabalgada del duque de Lancaster
Al carecer de los medios logísticos y financieros para afrontar la guerra de asedios que Carlos V llevaba a cabo en Aquitania y que le estaba permitiendo apoderarse progresivamente de ella, Eduardo III trató de distraer la atención francesa abriendo nuevos frentes.

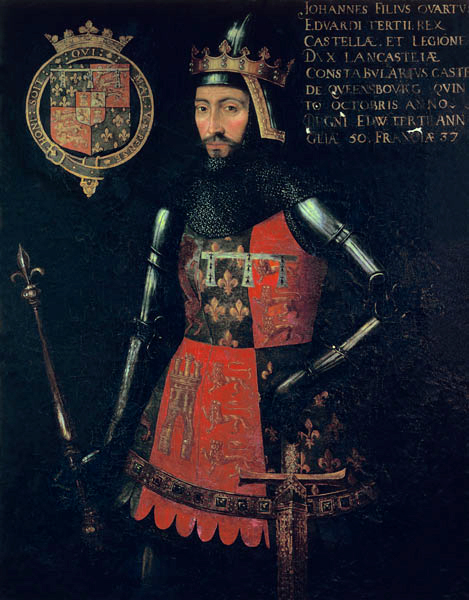
Juan de Gante, duque de Lancaster.

Ordenó una cabalgada que debía dejar exangüe a Francia. El 12 de junio de 1373, nombró a su hijo Juan de Gante, duque de Lancaster, lugarteniente especial y capital general en el reino de Francia. En compañía de Juan IV de Bretaña, el de Lancaster realizó una de las cabalgadas más destructivas de las llevadas a cabo por los ingleses en Francia. Pese a todo, su marcha estuvo controlada por el enemigo: Felipe II de Borgoña bloqueaba todo avance hacia el este mediante el control de los castillos y puentes de la zona, mientras que Du Guesclin seguía al ejército inglés e impedía que se replegase a Calais. Los ingleses recorrieron Picardía y el Vermandois y, al no poder virar hacia el oeste, se dirigieron hacia Reims y luego hacia Troyes, que les cerró las puertas. Al ser derrotado por Clisson en Sens, el duque de Lancaster no pudo dirigirse hacia Bretaña, por lo que trató de alcanzar Guyena a través de Limousin. Sus hombres sufrían hambre y se comieron algunos de los caballos, que se habían agotado por la expedición; menos de la mitad de los soldados acabaron la incursión, y lo hicieron a pie. Muchos desertaron y otros abandonaron las pesadas armaduras, que estorbaban la marcha. El socorro de las ciudades de Tulle, Martel y Brive, que acogieron al ejército, resultó crucial para evitar que fuese aniquilado. Con las tropas desanimadas, las disensiones cundieron entre los jefes de la expedición y Montfort abandonó la cabalgada. La penosa llegada de los restos de la hueste de Juan de Lancaster a Burdeos acabó con las esperanzas de los que se habían mantenido fieles al rey de Inglaterra y allanó las nuevas conquistas francesas; las fuerzas de Carlos se apoderaron de Tulle, Martel y Brive, además de La Réole, toma que bloqueó Burdeos, que quedó desamparada. En total, entre 1369 y 1375, los franceses arrebataron a los ingleses casi todos territorios que estos habían poseído antes de estallar la guerra y los que habían obtenido durante la contienda, salvo Calais, Cherburgo, Brest, Burdeos, Bayona y algunas fortalezas del Macizo Central. Pero Carlos V no pudo realizar nuevas conquistas, en especial por la determinación bordelesa de permanecer en el bando inglés, debida a los estrechos lazos comerciales con Inglaterra (Burdeos exportaba gran cantidad de vino a Gran Bretaña). El monarca francés, que había basado la reconquista en la persuasión de los que cambiaban de bando, hecho que había facilitado el avance de sus fuerzas, no deseaba conquistar una ciudad que habría de rebelarse en cuanto tuviese ocasión. Por tanto, los bandos se avinieron a negociar el final del conflicto en Brujas; el tratado que firmaron reconocía la soberanía francesa en los territorios recobrados por Carlos.
En 1375, Juan IV desembarcó en Saint-Mathieu-de-Fineterre con seis mil hombres que mandaba el conde de Cambridge. Poco después la firma de la Tregua de Brujas hizo que los ingleses evacuasen la región y que las plazas que habían tomado volvieran a poder de los franceses. Juan IV se exilió nuevamente en Inglaterra.
Como los frentes se habían estancado, los dos bandos decidieron tratar en Brujas, si bien las negociaciones resultaron infructuosas. Gracias a la intercesión de Gregorio XI, los beligerantes firmaron el 1 de julio de 1375 una tregua que duró hasta junio de 1377. Para cuando se firmó el acuerdo, los ingleses no conservaban más que parte de la Guyena (las comarcas de Burdeos y Bayona) y Calais; Francia recuperó el ducado de Bretaña salvo tres ciudades.

### Fin del reinado
Si durante los primeros años de su reinado Eduardo se había mostrado industrioso y había logrado numerosos triunfos, los últimos se caracterizaron por una cierta apatía, varias derrotas y el surgimiento de problemas políticos. Al rey le interesaba menos la gestión administrativa que las campañas militares. En consecuencia, en la década de 1360, fue delegando aquella en sus subordinados, en especial en Guillermo de  Wykeham. Wykeham, casi un advenedizo, fue nombrado lord del Sello Privado en 1363 y lord canciller en 1367, aunque el Parlamento le obligó a renunciar a la cancillería en 1371 por los problemas políticos que había suscitado debido a su inexperiencia.
Sin embargo, el principal problema de Eduardo fue el fallecimiento de sus colaboradores más estrechos, principalmente a causa del rebrote de la peste bubónica en 1361-1362. Guillermo de Montaigu, compañero de Eduardo en el golpe de Estado de 1330, pereció en 1344; Guillermo de Clinton, que también había acompañado al rey en la jornada de Nottingham, lo hizo en 1354; uno de los condes de 1337, Guillermo de Bohun, falleció en 1360; el año siguiente lo hizo Enrique de Grosmont, quizá el mejor de los capitanes del rey, probablemente debido a la peste. Estos fallecimientos comportaron el ascenso a los puestos de poder de hombres jóvenes, que se sentían más vinculados a los príncipes que al soberano. En estos fue delegando cada vez más Eduardo el mando de las operaciones militares.
El segundogénito de Eduardo, Leonel de Amberes, trató de sojuzgar a los señores angloirlandeses, que gozaban de independencia en la práctica. El intento fracasó y su única consecuencia fue la elaboración de los opresivos estatutos de Kilkenny de 1366.

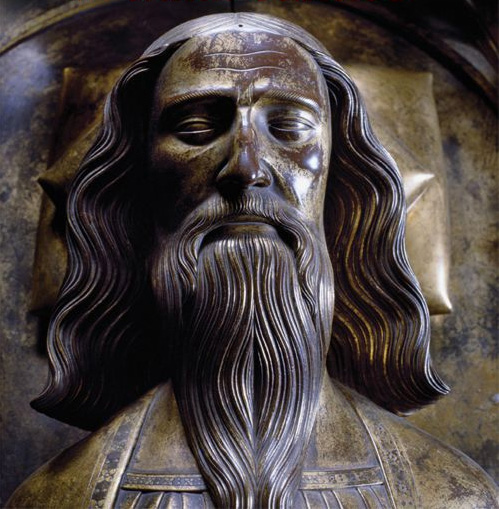
Efigie de Eduardo III, de su tumba de la abadía de Westminster.

En Francia el periodo de paz que abrió el Acuerdo de Brétigny se vio amenazado tras la muerte en cautiverio de Juan II (8 de abril de 1364); el rey francés no había logrado reunir los fondos necesarios para pagar su rescate. Le sucedió en el trono el emprendedor Carlos V, que contó con la ayuda del hábil condestable Bertrand du Guesclin.
Los conflictos militares y la consiguiente presión fiscal necesaria para sufragar las campañas militares originaron descontento en el reino. Los problemas alcanzaron el apogeo en las sesiones parlamentarias de 1376, que se apodaron el «buen Parlamento». Se había reunido a este para que aprobase unos impuestos, pero la Cámara de los Comunes aprovechó la ocasión para presentar sus quejas. La crítica se centró en los consejeros del rey. El lord chambelán, Guillermo Latimer, y el lord intendente, Juan Neville, tercer barón Neville de Bary, fueron destituidos de sus cargos. La amante del monarca, Alicia Perrers, que se creía que gozaba de excesiva influencia con el anciano soberano, fue expulsada de la corte. Sin embargo, el adversario real de la Cámara de los Comunes, al que apoyaban algunos poderosos del reino como Wykeham y Edmundo de Mortimer, era Juan de Gante. Para entonces tanto el rey como el Príncipe Negro estaban enfermos, por lo que la gestión de los asuntos de Estado había quedado en manos de Juan. Este tuvo que aceptar en un principio las exigencias del Parlamento, pero en la siguiente sesión, la de 1377, logró abrogar lo aprobado por la anterior.
Sin embargo, la disputa tampoco interesó especialmente a Eduardo, que a partir de 1375 abandonó en parte los asuntos de Estado. Hacia el 29 de septiembre de 1376, cayó enfermo y tuvo un absceso grave. Tras una breve convalecencia en febrero, falleció de congestión cerebral (algunos autores afirman sin embargo que fue de gonorrea) en Shene el 21 de junio. Le sucedió su nieto de diez años, que ascendió al trono con el nombre de  Ricardo II de Inglaterra; era hijo del Príncipe Negro, que había fallecido poco antes que su padre, el 8 de junio de 1376.
Eduardo está enterrado en la capilla de san Eduardo de la abadía de Westminster de Londres.

## Balance del reinado

### Legislación
El reinado de Eduardo fue un periodo destacado en cuanto a legislación. La ley más famosa de esta época es quizá el Estatuto de los Trabajadores de 1351, que abordó el problema de la escasez de mano de obra después de que la población hubiera quedado diezmada a causa de la peste. El estatuto fijó los salarios al nivel anterior a la peste, limitó los desplazamientos de los labradores y concedió primacía a los intereses de los señores feudales. Decretaba además que todo hombre capaz de desempeñar una ocupación lo hiciera e impuso importantes penas a los ociosos. La ley, no obstante, acabó por fracasar debido a la competencia entre los terratenientes por los servicios de los escasos trabajadores. Como la ley trataba de influir en el equilibrio de oferta y demanda, algún autor la tildó de abocada al fracaso. La escasez de mano de obra, en todo caso, unió a los pequeños propietarios de la Cámara de los Comunes y a los grandes que copaban la de los Lores. Los intentos de legislar contra los intereses de los campesinos desencadenó finalmente la rebelión de Wat Tyler de 1381.
Otra de las consecuencias de la peste negra fue la escasez de reclutas para sustituir las bajas. El rey se opuso claramente a permitir las actividades físicas que competían con los ejercicios marciales, en especial con el tiro con arco. Un decreto de 1363 prohibió, so pena de cárcel, los juegos de pelota con manos y pies, el hockey, las carreras, las peleas de gallos y todo juego considerado inútil.
El reinado de Eduardo coincidió con el periodo aviñonense del papado. En las guerras con Francia, en Inglaterra creció el disgusto con este, que se creía dominado por la Corona francesa. Se sospechaba que los onerosos impuestos eclesiásticos que pagaba la Iglesia inglesa acababan financiando a los enemigos de la nación y también se veía con malos ojos las concesiones económicas que el papa hacía a algunos prelados, a menudo extranjeros, que avivaban la creciente xenofobia. Los statutes of provisors y los statutes of praemunire, de 1350 y 1353 respectivamente, trataron de cambiar la situación, eliminando los beneficios papales y limitando la autoridad de la corte papal sobre los súbditos ingleses. No obstante, los estatutos no cercenaron los lazos entre el rey y el papa, que dependían el uno del otro. El soberano nombraba a los obispos, que el papa se limitaba a ratificar en su cargo. Hasta el cisma de Occidente de 1378, la Corona inglesa no pudo sacudirse la influencia de los papas de Aviñón.
Otra ley destacada del reinado fue el Acta de Traición de 1351. La armonía imperante en el reino permitió precisar la naturaleza de este crimen, de por sí controvertida. Pero la principal reforma legislativa fue la implantación de los jueces de paz. Esta figura, que ya existía, amplió sus competencias en 1350: se encargaba de investigar delitos, detener a los sospechosos de haberlos cometido y juzgar algunos de ellos, como el de felonía. Esta duradera reforma del cargo perfiló la naturaleza de la administración local de justicia en Inglaterra.

### Parlamento y tributación
El Parlamento (formado por las cámaras de los Lores y de los Comunes, en la que los diputados de la segunda se elegían por voto censitario muy restringido) ya tenía cierta tradición como institución «representativa» en tiempos de Eduardo, pero durante su reinado se desarrolló notablemente. En este periodo, el grupo de los barones ingleses, hasta entonces escasamente definido, se redujo a aquellos que eran convocados a las sesiones parlamentarias. Al mismo tiempo, se fue asentando el sistema parlamentario bicameral. Los principales cambios se produjeron en la Cámara de los Comunes, no en la de los Lores. El crecimiento del poder de aquella quedó patente en la crisis del llamado «buen Parlamento», en la que los diputados  –ayudados por los nobles– desencadenaron por primera vez una crisis política. De esta surgieron tanto el procedimiento de destitución como la oficina del presidente de la Cámara. Este Parlamento, cuya victoria política fue efímera, marcó sin embargo la historia política del país.
La influencia política de los Comunes se debía a su potestad para aprobar o rechazar la implantación de impuestos. Las necesidades financieras originadas por la guerra de los Cien Años eran enormes y el rey y sus ministros emplearon diversos métodos para tratar de recabar los fondos necesarios para sufragar la contienda. El monarca contaba con ingresos regulares provenientes de las tierras reales y obtenía además préstamos considerables de financieros tanto italianos como ingleses. Pese a todo, para costear las onerosas guerras del reinado, Eduardo tuvo que recurrir al cobro de impuestos. La tributación medieval inglesa tenía dos modalidades principales: la contribución y los aranceles. La primera era proporcional a la totalidad de bien muebles, normalmente una décima parte de este valor en las ciudades y un quinceavo en las zonas rurales. Aunque los fondos que se obtenían de este primer tipo de impuesto eran grandes, su recaudación dependía de la aquiescencia del Parlamento, ante el que el rey debía demostrar la necesidad de tal medida. Por ello el segundo tipo de impuesto, el de los aranceles aduaneros, suponía un ingreso añadido relevante, ya que era estable. Existía un impuesto a la exportación de lana desde 1275. Eduardo I había intentado aprobar un nuevo impuesto a la lana, pero tuvo que abandonar el proyecto ante la vehemente oposición que suscitó. Pese a ello, se estudiaron diversos proyectos para aumentar los ingresos reales derivados de la exportación de lana. Aunque hubo un rechazo inicial a nuevos impuestos, finalmente se aprobaron nuevos aranceles mediante los statutes of the Staple de 1353; si bien requerían teóricamente la aquiescencia parlamentaria para poder recaudarse, se cobraron a partir de entonces de forma permanente.
La onerosa tributación impuesta a la población durante el reinado de Eduardo le permitió al Parlamento, y en especial a la Cámara de los Comunes, acrecentar su influencia política. Surgió un consenso sobre la justicia impositiva: para que un tributo fuese considerado justo, el rey debía justificar su necesidad, lo debía aprobar el reino y había de beneficiar a este. Además de gestionar los impuestos, el Parlamento contaba con la potestad de petición al soberano, que a menudo sirvió para quejarse de los abusos de los representantes reales. Esta actividad política aumentó la conciencia política tanto de la Cámara de los Comunes como de sus representados y originó paulatinamente las bases de la monarquía constitucional inglesa.

### Economía

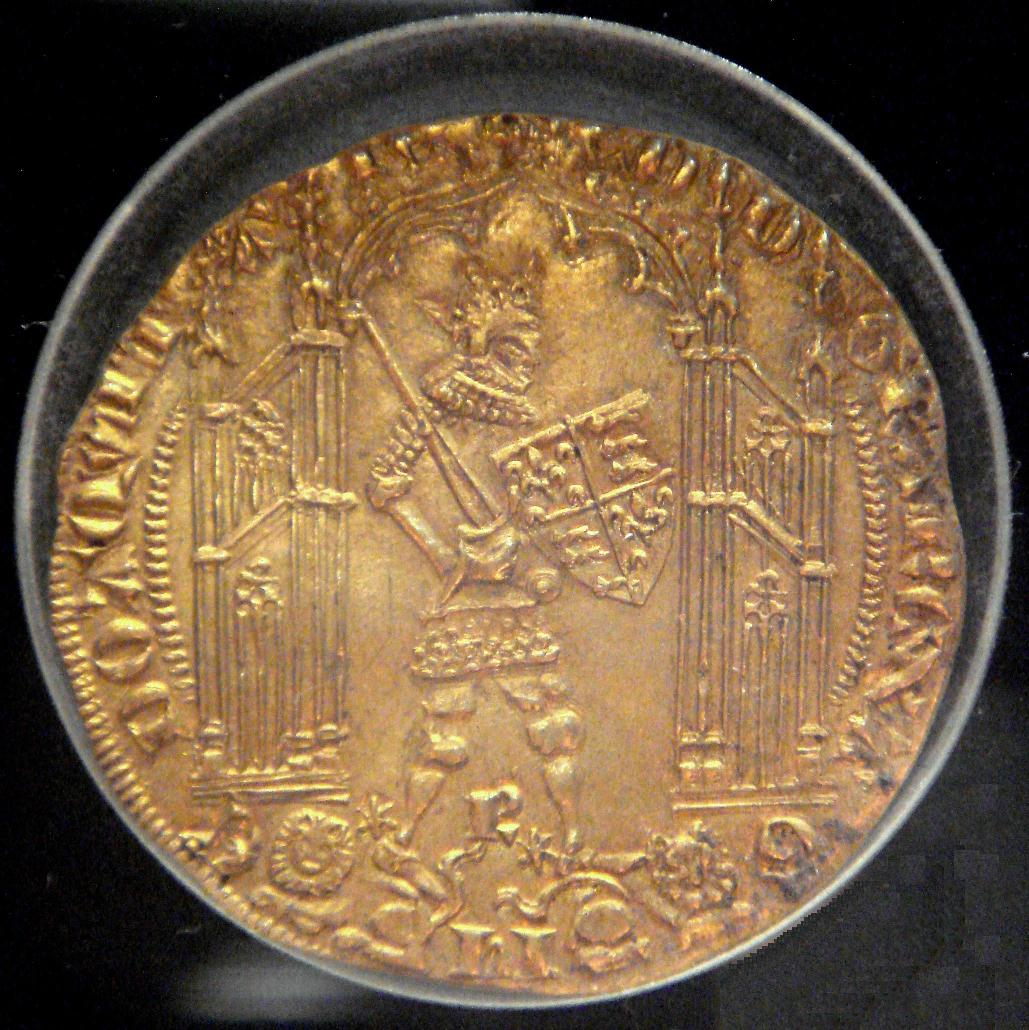
Moneda guyenesa de Eduardo III.

El cese del tráfico mercantil a través del canal de La Mancha perjudicó gravemente a la industria textil flamenca que, al comienzo del conflicto, importaba la lana que empleaba de Inglaterra. Para compensar este contratiempo, Eduardo trató de reducir la dependencia económica inglesa de Flandes creando su propia industria textil que emplease la lana nacional. Entre otras medidas para favorecer el surgimiento de esta industria, aplicó impuestos menores a los paños que a la lana. A partir de 1337, concedió generosos privilegios a los tejedores extranjeros que se estableciesen en Inglaterra, prohibió la exportación de lana a Flandes y también la importación de paño. La inseguridad de los caminos causada por la guerra afectó duramente a las economías flamenca y francesa; los flamencos dejaron de acudir a las ferias de Champaña, que descaecieron. El comercio textil pasó a realizarse por vía marítima, circunnavegando la península ibérica y benefició a los mercaderes italianos. El cambio favoreció el surgimiento de Inglaterra como potencia textil en detrimento de Flandes. Ante esta situación, numerosos tejedores flamencos emigraron a Inglaterra, proceso que se agudizó debido a la gran peste, que diezmó a la población flamenca. Así, Eduardo III comenzó la transformación de la economía inglesa de agrícola a industrial.

### Caballería e identidad nacional

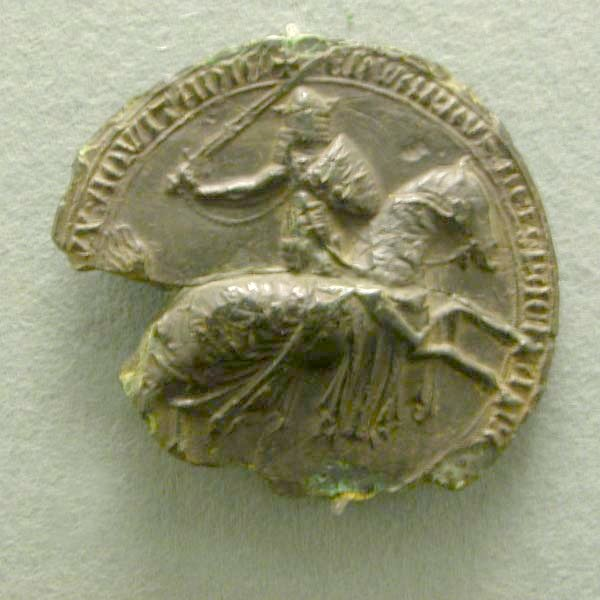
Sello de Eduardo III, empleado entre 1327 y 1340, que se conserva en Oxford, en el Ashmolean Museum.

Tanto en la guerra como en la administración del reino, la alta nobleza desempeñó un papel fundamental durante el reinado de Eduardo. A diferencia de su padre, que sostuvo continuas disputas con los grandes señores feudales ingleses, Eduardo estableció buenas relaciones con ellos. Durante los reinados anteriores de Eduardo I y Eduardo II, sesenta años en conjunto, apenas se habían creado nuevos títulos nobiliarios. Eduardo III, por el contrario, abandonó esta posición de limitar el número de nobles y en 1337, mientras se preparaba para la inminente guerra, nombró seis nuevos condes en un solo día. Además, aumentó la jerarquía nobiliaria introduciendo el título de duque para los parientes cercanos del rey.
Asimismo y para reforzar el espíritu de camaradería entre la aristocracia, creó la Orden de la Jarretera, probablemente en 1348. Aunque el plan de 1344 de restaurar la Mesa Redonda del rey Arturo nunca se llevó a cabo, la nueva orden caballeresca de Eduardo la recordaba en la forma circular de la insignia. Parece ser que las vivencias de la campaña de Crécy (1346-7) fueron las que disuadieron al rey de abandonar el proyecto. Se cree que las tácticas empleadas por los ingleses en la batalla homónima, al infringir los ideales artúricos, hicieron que el monarca desechase a Arturo como modelo. No hay mención a Arturo o a la Mesa Redonda en las copias que se conservan de los estatutos de la nueva orden de caballería de Eduardo que datan de principios del siglo XV, pero se sabe que en la fiesta de la Jarretera de 1358 hubo una actividad sobre la Mesa Redonda, lo que indica cierta relación entre esta y la nueva orden. Polidoro Virgilio cuenta que a la joven Juana de Kent, condesa de Salisbury y favorita del rey en aquel entonces, se le cayó una jarretera durante un baile en Calais; para acallar las burlas de la concurrencia, el rey se la ciñó él mismo y exclamó ante los invitados: «honi soit qui mal y pense».
El reforzamiento de la aristocracia tuvo lugar por la guerra con Francia, al igual que la aparición del nacionalismo inglés. Como en el caso la contienda escocesa, el miedo a una invasión francesa acentuó la unidad de la nación y la nacionalización de la nobleza, que desde la época de la conquista normanda había tenido carácter anglofrancés. Desde tiempos de Eduardo I, corría el rumor de que el francés arrumbaría al inglés, que acabaría por extinguirse; Eduardo III, como ya lo había su abuelo, aprovechó este temor popular por la suerte del idioma. Como reacción, el inglés se extendió en la Administración: en 1362, el Statute of Pleading (Acta de Pleitos) hizo obligatorio el uso del inglés en los tribunales y al año siguiente tuvo lugar la primera apertura de sesión parlamentaria en esta lengua. La lengua vernácula revivió además como instrumento literario con las obras de William Langland, John Gower y, en especial, Geoffrey Chaucer y sus Cuentos de Canterbury. La anglicanización, en todo caso, fue limitada. El estatuto de 1362, por ejemplo, se redactó en francés y tuvo un efecto restringido; las primeras sesiones parlamentarias en inglés se celebraron en 1377. La Orden de la Jarretera, aunque era una institución inglesa, contaba con miembros extranjeros como Juan IV de Bretaña y sir Robert de Namur. Por su parte, Eduardo, que era bilingüe y se consideraba rey legítimo tanto de Inglaterra como de Francia, no podía mostrar preferencia alguna por uno de los dos idiomas frente al otro.

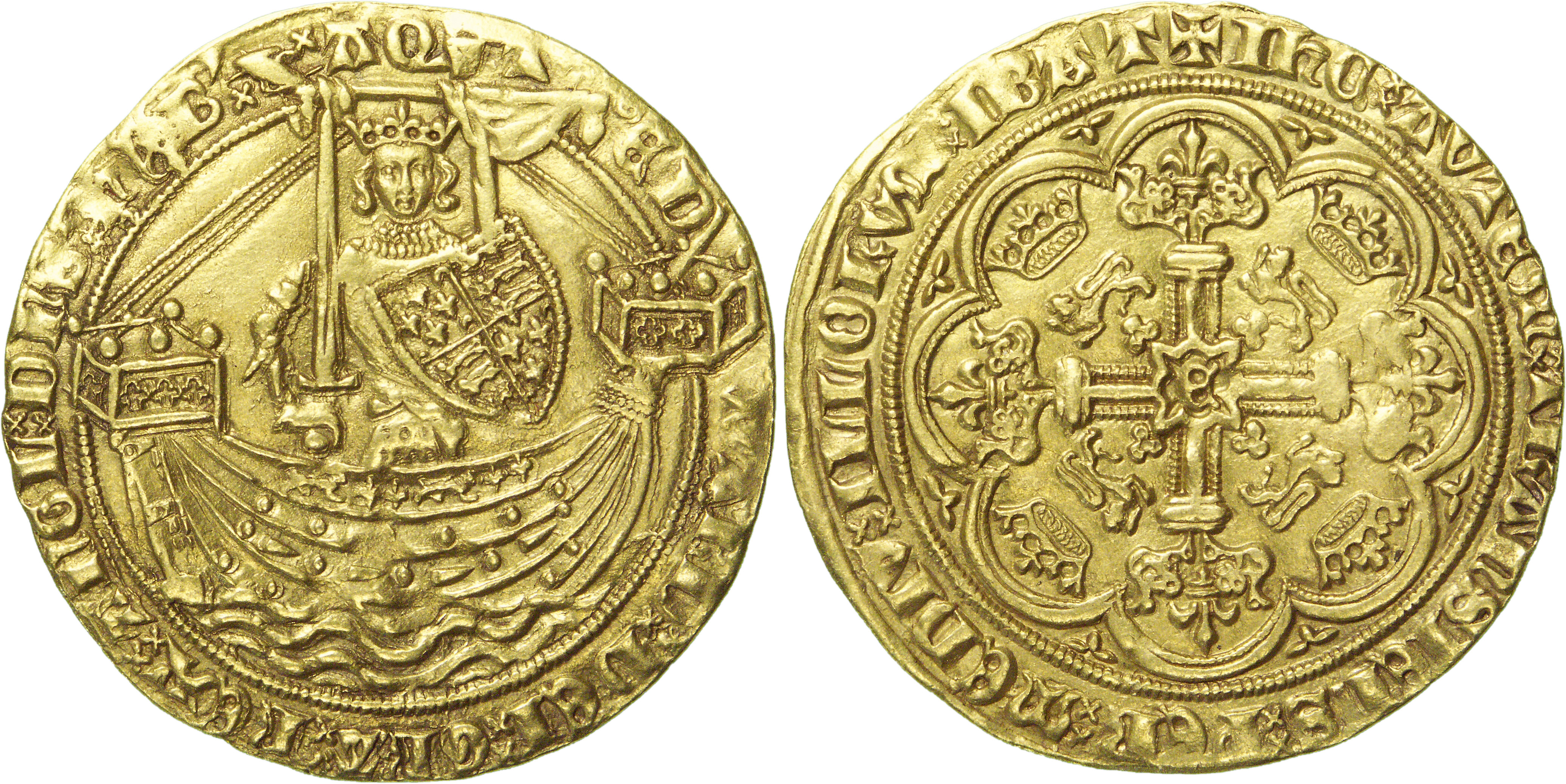
Moneda de oro de Eduardo III acuñada en Londres.

## Semblanza del rey

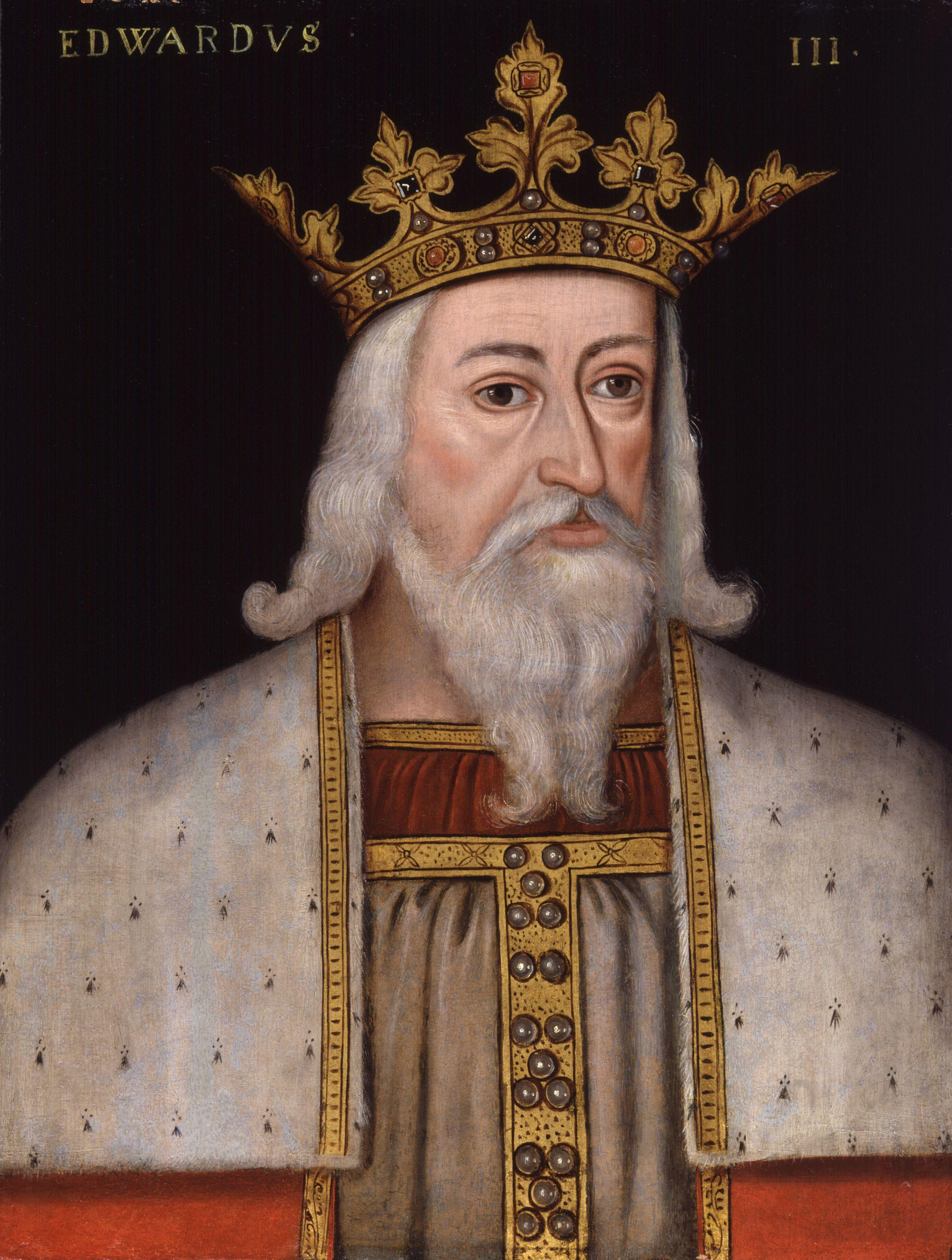
Retrato imaginario de Eduardo III de finales del siglo.

Eduardo III fue muy popular en vida y los problemas que ocurrieron al final de su reinado no se atribuyeron al monarca. Jean Froissart, coetáneo de Eduardo, escribió en sus Crónicas que «no sucedía tal cosa desde tiempos del rey Arturo». Aunque la opinión favorable del rey perduró cierto tiempo, empeoró paulatinamente. Los historiadores whigs modernos apreciaban más las reformas constitucionales que las conquistas y criticaron a Eduardo por dejación de responsabilidades en el gobierno de Inglaterra. El obispo decimonónico William Stubbs, por ejemplo, afirmó:

Eduardo III no era un estadista, pese a poseer ciertas cualidades que le hubiesen hecho brillar como tal. Era un guerrero ambicioso, ambicioso y sin escrúpulos, egoísta, manirroto y orgulloso. Le interesaban poco las responsabilidades de gobierno. No se sentía obligado por sus deberes de monarca, ni en mantener la primacía del soberano ni en aplicar medidas que beneficiasen a su pueblo. Al igual que Ricardo I, veía a Inglaterra principalmente como una fuente de recursos.
William Stubbs, The Constitutional History of England, citado en McKisack, 1960, p. 3

La influencia de Stubbs hizo que su valoración del rey perdurase. En un artículo de 1960 titulado Eduardo III y los historiadores, May McKisack resaltó la naturaleza teleológica de la valoración de Stubbs: los reyes medievales no perseguían los ideales posteriores de la monarquía parlamentaria y su papel era más pragmático (mantener el orden y resolver los problemas que fuesen surgiendo). En esto Eduardo descolló. Al rey se lo acusó también de haber sido demasiado munificente con sus hijos menores y con ello haber precipitado un conflicto dinástico que desencadenó la guerra de las Dos Rosas. K. B. McFarlane rechazó esta acusación: indicó que no solo era habitual en la época, sino que era la medida más hábil que se podía tomar. Las biografías más modernas como las de Mark Ormrod y Ian Mortimer han coincidido en estas valoraciones. La visión previa, no obstante, no ha desaparecido y en 2001 Norman Cantor describía al rey como «un golfo avaro y sádico» y «una fuerza destructiva e inmisericorde».
Por lo que conocemos del temperamento de Eduardo, este podía mostrarse en ocasiones impulsivo y de genio vivo, como en sus actos contra Stratford y sus ministros en 1340-1341. Al mismo tiempo, era famoso por su clemencia; el nieto de Mortimer no solo no sufrió daño alguno, sino que desempeñó un papel destacado en las guerras de Francia y finalmente se le otorgó la Orden de la Jarretera. En su forma de entender tanto la religión como sus intereses, Eduardo fue un hombre convencional. Su afición principal era el arte de la guerra y esto correspondía a la imagen medieval del buen soberano. Como guerrero descolló de tal forma que un experto moderno en historia militar lo ha descrito como «el mejor general de la historia inglesa». Parece que fue un marido devoto para con su esposa, la reina Felipa. Pese a los abundantes rumores acerca de los devaneos sexuales del rey, no existen pruebas de infidelidad hasta que tomó por amante a Alicia Perrers, y para entonces la reina ya se hallaba mortalmente enferma. Es de destacar, por lo excepcional entre los soberanos ingleses del Medievo, que a Eduardo no se le conozcan hijos bastardos. No solo tuvo buenas relaciones con su esposa, también las tuvo con el resto de la familia: al contrario que muchos de sus predecesores en el trono inglés, Eduardo nunca tuvo que enfrentarse con ninguno de sus cinco hijos.

## Armas
Al igual que su padre y su abuelo, mientras fue príncipe heredero contó en su escudo de armas con una banda azul con tres líneas perpendiculares, que se eliminaron cuando fue entronizado. En 1340, cambió el escudo para añadir las armas francesas como señal de su reivindicación del título de rey de Francia.

## Familia y descendencia
Se casó en la ciudad de York el 24 de enero de 1328, con Felipa de Henao, hija de Guillermo I de Henao, y de Juana de Valois. De este matrimonio nacieron catorce hijos:
- Eduardo el «Príncipe Negro» (palacio de Woodstock, 15.06.1330-Palacio de Westminster, 08.06.1376). Fue nombrado duque de Cornualles (13.03.1337) y príncipe de Gales (1343).
- Isabel (palacio de Woodstock, 16.06.1332-Londres, 04.05.1379), casada con Enguerrand VII de Coucy, conde de Soissons.
- Juana (palacio de Woodstock, II.1335-Loremo, Bayona, 02.09.1348), fallecida de peste cuando iba de camino a casarse con el rey Pedro I de Castilla.[93]
- Guillermo (Hatfield, 16.02.1337-8.07.1337).
- Leonel de Amberes (Amberes, 29.11.1338-Alba, Piamonte, 17.10.1368), nombrado lord teniente (virrey) de Irlanda (1361-1367), y luego duque de Clarence (14.09.1361).
- Juan de Gante (abadía de St. Bavon, Gante, 24.06.1340-castillo de Leicester, 03.02.1399), nombrado conde de Richmond (20.09.1343).
- Edmundo de Langley (King's Langley, Hertfordshire, 05.06.1341-ibidem, 1.8.1402), nombrado conde de Cambridge (13.11.1361) y duque de York (06.08.1385).
- Blanca (n. y m. Torre de Londres, III.1342).
- María de Waltham (Waltham, cerca de Winchester, 10.10.1344-1362), casada con el duque Juan V de Bretaña.
- Margarita de Pembroke (castillo de Windsor, 20.07.1346-01.10.1361), casada con Juan Hastings, conde de Pembroke.
- Tomás (castillo de Windsor, 1347-1348).
- Guillermo (castillo de Windsor, 24.06.1348-05.09.1348).
- Juana (n. y m. 1349).
- Tomás de Woodstock (palacio de Woodstock, 7.1.1355-asesinado, Calais, 08.09.1397), nombrado conde de Buckingham (1378) y duque de Gloucester (1386).

Eduardo hijo, el príncipe de Gales, falleció antes que su padre, por lo que el reino lo heredó un niño, Ricardo II,  lo que suscitó la correspondiente crisis política.
La guerra de las Dos Rosas se originó por la disputa entre los herederos de dos de los hijos menores de Eduardo: Juan de Gante, duque de Lancaster, y Edmundo de Langley, duque de York.
A Eduardo solo se le conoce una amante, Alicia Perrers.

## Ancestros
| \| \| \| \| \| \| \| \| \| \| \| \| \| \| \| \| \| \| \| \| 16. Juan I de Inglaterra \| \| \| \| \| \| \| \| \| \| \| \| \| \| \| \| \| \| \| \| \| \| \| \| \| \| \| \| \| \| \| \| \| \| \| \| \| \| \| \| \| \| \| \| \| \| \| \| \| \| \| \| \| \| 8. Enrique III de Inglaterra \| \| \| \| \| \| \| \| \| \| \| \| \| \| \| \| \| \| \| \| \| \| \| \| \| \| \| \| \| \| \| \| \| \| \| \| \| \| \| \| \| \| \| \| \| \| \| \| \| \| \| \| \| \| 17. Isabel de Angulema \| \| \| \| \| \| \| \| \| \| \| \| \| \| \| \| \| \| \| \| \| \| \| \| \| \| \| \| \| \| \| \| \| \| \| \| \| \| \| \| \| \| \| \| \| \| \| \| \| \| \| \| \| \| 4. Eduardo I de Inglaterra \| \| \| \| \| \| \| \| \| \| \| \| \| \| \| \| \| \| \| \| \| \| \| \| \| \| \| \| \| \| \| \| \| \| \| \| \| \| \| \| \| \| \| \| \| \| \| \| \| \| \| \| \| \| 18. Ramón Berenguer V de Provenza \| \| \| \| \| \| \| \| \| \| \| \| \| \| \| \| \| \| \| \| \| \| \| \| \| \| \| \| \| \| \| \| \| \| \| \| \| \| \| \| \| \| \| \| \| \| \| \| \| \| \| \| \| \| 9. Leonor de Provenza \| \| \| \| \| \| \| \| \| \| \| \| \| \| \| \| \| \| \| \| \| \| \| \| \| \| \| \| \| \| \| \| \| \| \| \| \| \| \| \| \| \| \| \| \| \| \| \| \| \| \| \| \| \| 19. Beatriz de Saboya \| \| \| \| \| \| \| \| \| \| \| \| \| \| \| \| \| \| \| \| \| \| \| \| \| \| \| \| \| \| \| \| \| \| \| \| \| \| \| \| \| \| \| \| \| \| \| \| \| \| \| \| \| \| 2. Eduardo II de Inglaterra \| \| \| \| \| \| \| \| \| \| \| \| \| \| \| \| \| \| \| \| \| \| \| \| \| \| \| \| \| \| \| \| \| \| \| \| \| \| \| \| \| \| \| \| \| \| \| \| \| \| \| \| \| \| 20. Alfonso IX de León \| \| \| \| \| \| \| \| \| \| \| \| \| \| \| \| \| \| \| \| \| \| \| \| \| \| \| \| \| \| \| \| \| \| \| \| \| \| \| \| \| \| \| \| \| \| \| \| \| \| \| \| \| \| 10. Fernando III de Castilla \| \| \| \| \| \| \| \| \| \| \| \| \| \| \| \| \| \| \| \| \| \| \| \| \| \| \| \| \| \| \| \| \| \| \| \| \| \| \| \| \| \| \| \| \| \| \| \| \| \| \| \| \| \| 21. Berenguela de Castilla \| \| \| \| \| \| \| \| \| \| \| \| \| \| \| \| \| \| \| \| \| \| \| \| \| \| \| \| \| \| \| \| \| \| \| \| \| \| \| \| \| \| \| \| \| \| \| \| \| \| \| \| \| \| 5. Leonor de Castilla \| \| \| \| \| \| \| \| \| \| \| \| \| \| \| \| \| \| \| \| \| \| \| \| \| \| \| \| \| \| \| \| \| \| \| \| \| \| \| \| \| \| \| \| \| \| \| \| \| \| \| \| \| \| 22. Simón de Danmartín \| \| \| \| \| \| \| \| \| \| \| \| \| \| \| \| \| \| \| \| \| \| \| \| \| \| \| \| \| \| \| \| \| \| \| \| \| \| \| \| \| \| \| \| \| \| \| \| \| \| \| \| \| \| 11. Juana de Danmartín \| \| \| \| \| \| \| \| \| \| \| \| \| \| \| \| \| \| \| \| \| \| \| \| \| \| \| \| \| \| \| \| \| \| \| \| \| \| \| \| \| \| \| \| \| \| \| \| \| \| \| \| \| \| 23. María de Ponthieu \| \| \| \| \| \| \| \| \| \| \| \| \| \| \| \| \| \| \| \| \| \| \| \| \| \| \| \| \| \| \| \| \| \| \| \| \| \| \| \| \| \| \| \| \| \| \| \| \| \| \| \| \| \| 1. Eduardo III de Inglaterra \| \| \| \| \| \| \| \| \| \| \| \| \| \| \| \| \| \| \| \| \| \| \| \| \| \| \| \| \| \| \| \| \| \| \| \| \| \| \| \| \| \| \| \| \| \| \| \| \| \| \| \| \| \| 24. Luis IX de Francia \| \| \| \| \| \| \| \| \| \| \| \| \| \| \| \| \| \| \| \| \| \| \| \| \| \| \| \| \| \| \| \| \| \| \| \| \| \| \| \| \| \| \| \| \| \| \| \| \| \| \| \| \| \| 12. Felipe III de Francia \| \| \| \| \| \| \| \| \| \| \| \| \| \| \| \| \| \| \| \| \| \| \| \| \| \| \| \| \| \| \| \| \| \| \| \| \| \| \| \| \| \| \| \| \| \| \| \| \| \| \| \| \| \| 25. Margarita de Provenza \| \| \| \| \| \| \| \| \| \| \| \| \| \| \| \| \| \| \| \| \| \| \| \| \| \| \| \| \| \| \| \| \| \| \| \| \| \| \| \| \| \| \| \| \| \| \| \| \| \| \| \| \| \| 6. Felipe IV de Francia \| \| \| \| \| \| \| \| \| \| \| \| \| \| \| \| \| \| \| \| \| \| \| \| \| \| \| \| \| \| \| \| \| \| \| \| \| \| \| \| \| \| \| \| \| \| \| \| \| \| \| \| \| \| 26. Jaime I de Aragón \| \| \| \| \| \| \| \| \| \| \| \| \| \| \| \| \| \| \| \| \| \| \| \| \| \| \| \| \| \| \| \| \| \| \| \| \| \| \| \| \| \| \| \| \| \| \| \| \| \| \| \| \| \| 13. Isabel de Aragón \| \| \| \| \| \| \| \| \| \| \| \| \| \| \| \| \| \| \| \| \| \| \| \| \| \| \| \| \| \| \| \| \| \| \| \| \| \| \| \| \| \| \| \| \| \| \| \| \| \| \| \| \| \| 27. Violante de Hungría \| \| \| \| \| \| \| \| \| \| \| \| \| \| \| \| \| \| \| \| \| \| \| \| \| \| \| \| \| \| \| \| \| \| \| \| \| \| \| \| \| \| \| \| \| \| \| \| \| \| \| \| \| \| 3. Isabel de Francia \| \| \| \| \| \| \| \| \| \| \| \| \| \| \| \| \| \| \| \| \| \| \| \| \| \| \| \| \| \| \| \| \| \| \| \| \| \| \| \| \| \| \| \| \| \| \| \| \| \| \| \| \| \| 28. Teobaldo I de Navarra \| \| \| \| \| \| \| \| \| \| \| \| \| \| \| \| \| \| \| \| \| \| \| \| \| \| \| \| \| \| \| \| \| \| \| \| \| \| \| \| \| \| \| \| \| \| \| \| \| \| \| \| \| \| 14. Enrique I de Navarra \| \| \| \| \| \| \| \| \| \| \| \| \| \| \| \| \| \| \| \| \| \| \| \| \| \| \| \| \| \| \| \| \| \| \| \| \| \| \| \| \| \| \| \| \| \| \| \| \| \| \| \| \| \| 29. Margarita de Borbón \| \| \| \| \| \| \| \| \| \| \| \| \| \| \| \| \| \| \| \| \| \| \| \| \| \| \| \| \| \| \| \| \| \| \| \| \| \| \| \| \| \| \| \| \| \| \| \| \| \| \| \| \| \| 7. Juana I de Navarra \| \| \| \| \| \| \| \| \| \| \| \| \| \| \| \| \| \| \| \| \| \| \| \| \| \| \| \| \| \| \| \| \| \| \| \| \| \| \| \| \| \| \| \| \| \| \| \| \| \| \| \| \| \| 30. Roberto I de Artois \| \| \| \| \| \| \| \| \| \| \| \| \| \| \| \| \| \| \| \| \| \| \| \| \| \| \| \| \| \| \| \| \| \| \| \| \| \| \| \| \| \| \| \| \| \| \| \| \| \| \| \| \| \| 15. Blanca de Artois \| \| \| \| \| \| \| \| \| \| \| \| \| \| \| \| \| \| \| \| \| \| \| \| \| \| \| \| \| \| \| \| \| \| \| \| \| \| \| \| \| \| \| \| \| \| \| \| \| \| \| \| \| \| 31. Matilde de Brabante \| \| \| \| \| \| \| \| \| \| \| \| \| \| \| \| \| \| \| \| \| \| \| \| \| \| \| \| \| \| \| \| \| \| \| \| \| \| \| \| \| \| \| \| \| \| \| \| \| \| \| \| |                                   |  |  |  |  |  |  |  |  |  |  |  |  |  |  |  |
| |                                   |  |  |  |  |  |  |  |  |  |  |  |  |  |  |  |
| | 16. Juan I de Inglaterra          |  |  |  |  |  |  |  |  |  |  |  |  |  |  |  |
| |                                   |  |  |  |  |  |  |  |  |  |  |  |  |  |  |  |
| |                                   |  |  |  |  |  |  |  |  |  |  |  |  |  |  |  |
| | 8. Enrique III de Inglaterra      |  |  |  |  |  |  |  |  |  |  |  |  |  |  |  |
| |                                   |  |  |  |  |  |  |  |  |  |  |  |  |  |  |  |
| |                                   |  |  |  |  |  |  |  |  |  |  |  |  |  |  |  |
| | 17. Isabel de Angulema            |  |  |  |  |  |  |  |  |  |  |  |  |  |  |  |
| |                                   |  |  |  |  |  |  |  |  |  |  |  |  |  |  |  |
| |                                   |  |  |  |  |  |  |  |  |  |  |  |  |  |  |  |
| | 4. Eduardo I de Inglaterra        |  |  |  |  |  |  |  |  |  |  |  |  |  |  |  |
| |                                   |  |  |  |  |  |  |  |  |  |  |  |  |  |  |  |
| |                                   |  |  |  |  |  |  |  |  |  |  |  |  |  |  |  |
| | 18. Ramón Berenguer V de Provenza |  |  |  |  |  |  |  |  |  |  |  |  |  |  |  |
| |                                   |  |  |  |  |  |  |  |  |  |  |  |  |  |  |  |
| |                                   |  |  |  |  |  |  |  |  |  |  |  |  |  |  |  |
| | 9. Leonor de Provenza             |  |  |  |  |  |  |  |  |  |  |  |  |  |  |  |
| |                                   |  |  |  |  |  |  |  |  |  |  |  |  |  |  |  |
| |                                   |  |  |  |  |  |  |  |  |  |  |  |  |  |  |  |
| | 19. Beatriz de Saboya             |  |  |  |  |  |  |  |  |  |  |  |  |  |  |  |
| |                                   |  |  |  |  |  |  |  |  |  |  |  |  |  |  |  |
| |                                   |  |  |  |  |  |  |  |  |  |  |  |  |  |  |  |
| | 2. Eduardo II de Inglaterra       |  |  |  |  |  |  |  |  |  |  |  |  |  |  |  |
| |                                   |  |  |  |  |  |  |  |  |  |  |  |  |  |  |  |
| |                                   |  |  |  |  |  |  |  |  |  |  |  |  |  |  |  |
| | 20. Alfonso IX de León            |  |  |  |  |  |  |  |  |  |  |  |  |  |  |  |
| |                                   |  |  |  |  |  |  |  |  |  |  |  |  |  |  |  |
| |                                   |  |  |  |  |  |  |  |  |  |  |  |  |  |  |  |
| | 10. Fernando III de Castilla      |  |  |  |  |  |  |  |  |  |  |  |  |  |  |  |
| |                                   |  |  |  |  |  |  |  |  |  |  |  |  |  |  |  |
| |                                   |  |  |  |  |  |  |  |  |  |  |  |  |  |  |  |
| | 21. Berenguela de Castilla        |  |  |  |  |  |  |  |  |  |  |  |  |  |  |  |
| |                                   |  |  |  |  |  |  |  |  |  |  |  |  |  |  |  |
| |                                   |  |  |  |  |  |  |  |  |  |  |  |  |  |  |  |
| | 5. Leonor de Castilla             |  |  |  |  |  |  |  |  |  |  |  |  |  |  |  |
| |                                   |  |  |  |  |  |  |  |  |  |  |  |  |  |  |  |
| |                                   |  |  |  |  |  |  |  |  |  |  |  |  |  |  |  |
| | 22. Simón de Danmartín            |  |  |  |  |  |  |  |  |  |  |  |  |  |  |  |
| |                                   |  |  |  |  |  |  |  |  |  |  |  |  |  |  |  |
| |                                   |  |  |  |  |  |  |  |  |  |  |  |  |  |  |  |
| | 11. Juana de Danmartín            |  |  |  |  |  |  |  |  |  |  |  |  |  |  |  |
| |                                   |  |  |  |  |  |  |  |  |  |  |  |  |  |  |  |
| |                                   |  |  |  |  |  |  |  |  |  |  |  |  |  |  |  |
| | 23. María de Ponthieu             |  |  |  |  |  |  |  |  |  |  |  |  |  |  |  |
| |                                   |  |  |  |  |  |  |  |  |  |  |  |  |  |  |  |
| |                                   |  |  |  |  |  |  |  |  |  |  |  |  |  |  |  |
| | 1. Eduardo III de Inglaterra      |  |  |  |  |  |  |  |  |  |  |  |  |  |  |  |
| |                                   |  |  |  |  |  |  |  |  |  |  |  |  |  |  |  |
| |                                   |  |  |  |  |  |  |  |  |  |  |  |  |  |  |  |
| | 24. Luis IX de Francia            |  |  |  |  |  |  |  |  |  |  |  |  |  |  |  |
| |                                   |  |  |  |  |  |  |  |  |  |  |  |  |  |  |  |
| |                                   |  |  |  |  |  |  |  |  |  |  |  |  |  |  |  |
| | 12. Felipe III de Francia         |  |  |  |  |  |  |  |  |  |  |  |  |  |  |  |
| |                                   |  |  |  |  |  |  |  |  |  |  |  |  |  |  |  |
| |                                   |  |  |  |  |  |  |  |  |  |  |  |  |  |  |  |
| | 25. Margarita de Provenza         |  |  |  |  |  |  |  |  |  |  |  |  |  |  |  |
| |                                   |  |  |  |  |  |  |  |  |  |  |  |  |  |  |  |
| |                                   |  |  |  |  |  |  |  |  |  |  |  |  |  |  |  |
| | 6. Felipe IV de Francia           |  |  |  |  |  |  |  |  |  |  |  |  |  |  |  |
| |                                   |  |  |  |  |  |  |  |  |  |  |  |  |  |  |  |
| |                                   |  |  |  |  |  |  |  |  |  |  |  |  |  |  |  |
| | 26. Jaime I de Aragón             |  |  |  |  |  |  |  |  |  |  |  |  |  |  |  |
| |                                   |  |  |  |  |  |  |  |  |  |  |  |  |  |  |  |
| |                                   |  |  |  |  |  |  |  |  |  |  |  |  |  |  |  |
| | 13. Isabel de Aragón              |  |  |  |  |  |  |  |  |  |  |  |  |  |  |  |
| |                                   |  |  |  |  |  |  |  |  |  |  |  |  |  |  |  |
| |                                   |  |  |  |  |  |  |  |  |  |  |  |  |  |  |  |
| | 27. Violante de Hungría           |  |  |  |  |  |  |  |  |  |  |  |  |  |  |  |
| |                                   |  |  |  |  |  |  |  |  |  |  |  |  |  |  |  |
| |                                   |  |  |  |  |  |  |  |  |  |  |  |  |  |  |  |
| | 3. Isabel de Francia              |  |  |  |  |  |  |  |  |  |  |  |  |  |  |  |
| |                                   |  |  |  |  |  |  |  |  |  |  |  |  |  |  |  |
| |                                   |  |  |  |  |  |  |  |  |  |  |  |  |  |  |  |
| | 28. Teobaldo I de Navarra         |  |  |  |  |  |  |  |  |  |  |  |  |  |  |  |
| |                                   |  |  |  |  |  |  |  |  |  |  |  |  |  |  |  |
| |                                   |  |  |  |  |  |  |  |  |  |  |  |  |  |  |  |
| | 14. Enrique I de Navarra          |  |  |  |  |  |  |  |  |  |  |  |  |  |  |  |
| |                                   |  |  |  |  |  |  |  |  |  |  |  |  |  |  |  |
| |                                   |  |  |  |  |  |  |  |  |  |  |  |  |  |  |  |
| | 29. Margarita de Borbón           |  |  |  |  |  |  |  |  |  |  |  |  |  |  |  |
| |                                   |  |  |  |  |  |  |  |  |  |  |  |  |  |  |  |
| |                                   |  |  |  |  |  |  |  |  |  |  |  |  |  |  |  |
| | 7. Juana I de Navarra             |  |  |  |  |  |  |  |  |  |  |  |  |  |  |  |
| |                                   |  |  |  |  |  |  |  |  |  |  |  |  |  |  |  |
| |                                   |  |  |  |  |  |  |  |  |  |  |  |  |  |  |  |
| | 30. Roberto I de Artois           |  |  |  |  |  |  |  |  |  |  |  |  |  |  |  |
| |                                   |  |  |  |  |  |  |  |  |  |  |  |  |  |  |  |
| |                                   |  |  |  |  |  |  |  |  |  |  |  |  |  |  |  |
| | 15. Blanca de Artois              |  |  |  |  |  |  |  |  |  |  |  |  |  |  |  |
| |                                   |  |  |  |  |  |  |  |  |  |  |  |  |  |  |  |
| |                                   |  |  |  |  |  |  |  |  |  |  |  |  |  |  |  |
| | 31. Matilde de Brabante           |  |  |  |  |  |  |  |  |  |  |  |  |  |  |  |
| |                                   |  |  |  |  |  |  |  |  |  |  |  |  |  |  |  |
| |                                   |  |  |  |  |  |  |  |  |  |  |  |  |  |  |  |

## Títulos
| Títulos Reales                         |                                              |                                                        |
| Predecesor: Eduardo II                 | Duque de Aquitania 1325-1360                 | Tratado de Brétigny Se convierte en Señor de Aquitania |
| Predecesor: Eduardo II                 | Conde de Ponthieu 1325-1369                  | Sucesor: Jaime I                                       |
| Predecesor: Eduardo II                 | Rey de Inglaterra Señor de Irlanda 1327-1377 | Sucesor: Ricardo II                                    |
| Predecesor: Eduardo, príncipe de Gales | Duque de Aquitania 1372-1377                 | Sucesor: Ricardo II                                    |
| Tratado de Brétigny                    | Señor de Aquitania 1360-1362                 | Sucesor: Eduardo, príncipe de Gales                    |
| Título en pretensión                   |                                              |                                                        |
| Predecesor: Carlos IV de Francia       | —Titular— Rey de Francia 1340-1360 1369-1377 | Sucesor: Ricardo II                                    |